# 28. September
Der 28. September ist der 271. Tag des gregorianischen Kalenders (der 272. in Schaltjahren), somit bleiben 94 Tage bis zum Jahresende.

## Ereignisse

### Politik und Weltgeschehen
- 0048 v. Chr.: Der nach Ägypten geflohene römische Feldherr Pompejus, Widersacher Cäsars im Römischen Bürgerkrieg, wird von Höflingen des Königs Ptolemaios XIII. ermordet.
- 0351: Der römische Kaiser Constantius II. besiegt den Usurpator Magnentius in der Schlacht bei Mursa.
- 0365: Procopius lässt sich als Gegenkaiser zum eigentlichen römischen Herrscher Valens ausrufen.

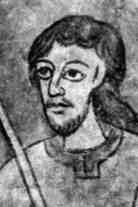
935: Boleslav I.

- 0935: Boleslav I. aus dem Geschlecht der Přemysliden wird, nachdem er seinen Bruder Wenzel von Böhmen hat ermorden lassen, Herrscher des in Böhmen dominierenden Fürstentums um Prag.
- 0995: Im Kampf um die Vorherrschaft in Böhmen überfallen die Přemysliden Boleslavs II. die Festung der Slavnikiden in Libice und löschen beinahe die gesamte Familie aus.
- 1043: Der norwegisch-dänische König Magnus I. besiegt mit seiner Truppe in der Heide bei Lürschau ein mehrere tausend Mann starkes Heer der Wenden.
- 1066: Wilhelm der Eroberer landet mit einer Invasionsflotte bei Pevensey in Südengland.
- 1106: In der Schlacht bei Tinchebray besiegt der englische König Heinrich I. seinen älteren Bruder Robert von der Normandie, setzt ihn gefangen und verleibt das Herzogtum Normandie der englischen Krone ein.
- 1197: Durch den Tod Heinrichs VI. übernimmt Kaiserin Konstanze die Regentschaft für den zweijährigen Sohn Friedrich. In Deutschland wählt in der Folge die staufische Partei Philipp von Schwaben, die welfische Seite Otto IV. von Braunschweig zum König.
- 1198: In der Schlacht bei Gisors besiegen die zahlenmäßig unterlegenen Ritter um den englischen König Richard Löwenherz das vom französischen König Philipp II. angeführte Ritterheer.
- 1238: Jakob I. von Aragonien gelingt mit seinen Truppen im Rahmen der Reconquista nach fünfmonatiger Belagerung die Einnahme der von den Almohaden gehaltenen Stadt Valencia.
- 1302: Mit der Eroberung der vom Templerorden gehaltenen Inselfestung Aruad durch die Mamluken geht der letzte christliche Stützpunkt im Heiligen Land verloren.
- 1322: In der Schlacht bei Mühldorf besiegt der Wittelsbacher Ludwig der Bayer den Habsburger Friedrich den Schönen und nimmt ihn gefangen. Er lässt ihn erst drei Jahre später wieder frei, nachdem Friedrich auf den Kaisertitel verzichtet hat. Die Schlacht gilt heute als die letzte Ritterschlacht ohne Feuerwaffen.

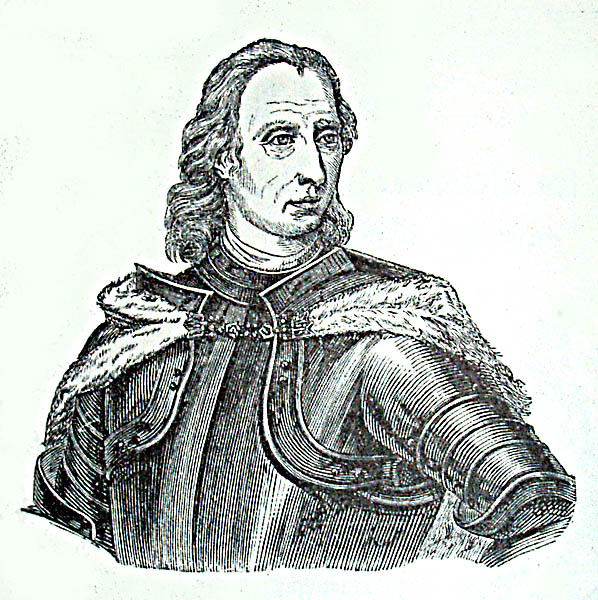
1448: Christian I. von Dänemark

- 1448: In Dänemark beginnt die Herrschaft von Christian I., einem Grafen von Oldenburg.
- 1538: Die osmanische Flotte unter dem türkischen Admiral Khair ad-Din Barbarossa siegt in der Seeschlacht von Preveza über die Flotte der Heiligen Liga. Durch den Erfolg steigen die Osmanen zur stärksten Seemacht im Mittelmeer bis zum Jahr 1571 auf.
- 1542: Juan Rodríguez Cabrillo geht als erster Europäer an der Stelle des heutigen San Diego an Land und erklärt das umliegende Gebiet zum Besitz der spanischen Krone.
- 1597: Die Belagerung Groenlos durch die Niederländer im Achtzigjährigen Krieg endet mit der Kapitulation der Spanier gegenüber Prinz Moritz von Oranien und dem Abzug der spanischen Garnison.
- 1717: In Preußen wird die allgemeine Schulpflicht eingeführt.
- 1781: Während des Amerikanischen Unabhängigkeitskrieges beginnen die Amerikaner, unterstützt von französischen Truppen, mit der Belagerung von Yorktown.
- 1810: Aufständische unter Führung von Miguel Hidalgo erstürmen im Mexikanischen Unabhängigkeitskrieg die Alhóndiga de Granaditas in Guanajuato.
- 1864: In London wird die erste Internationale gegründet.
- 1868: Wegen der Niederlage royalistischer Truppen in der Schlacht bei Alcolea gegenüber aufständischen Truppen unter dem Befehl General Serranos flüchtet die spanische Königin Isabella II. ins Exil nach Frankreich. Nach dem Sturz der Herrscherin entsteht die spanische Verfassung von 1869 in der Sexenio Revolucionario genannten Zeit.
- 1870: Im Deutsch-Französischen Krieg kapituliert die Stadt Straßburg nach mehrwöchigem heftigen Beschuss durch die deutschen Truppen.
- 1871: Der brasilianische Senat verabschiedet die Lei do Ventre Livre (Gesetz des freien Bauches) als ersten Schritt zur Abschaffung der Sklaverei. Danach sind ab diesem Zeitpunkt Kinder von Sklavinnen frei geboren.

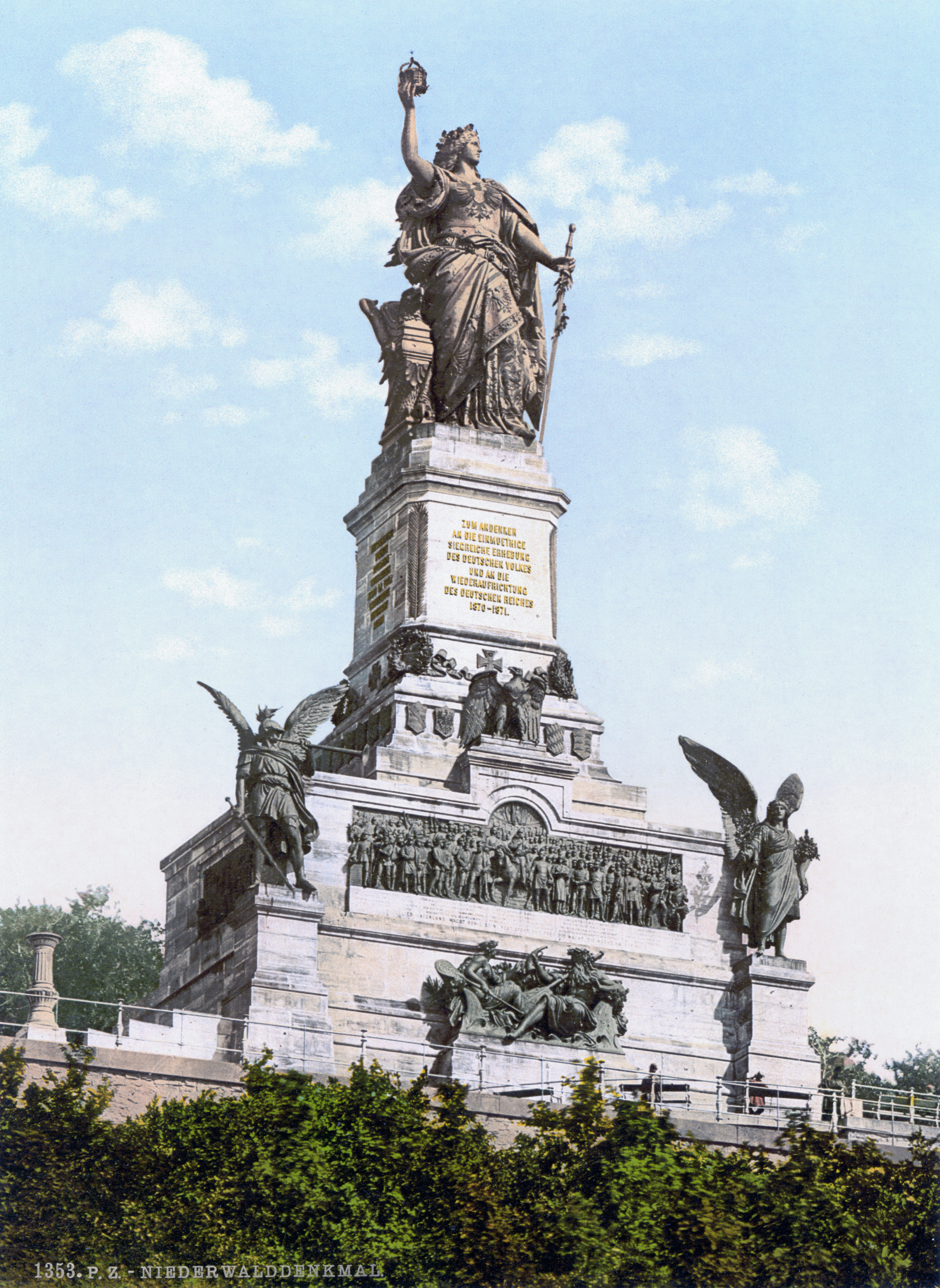
1883: Niederwalddenkmal

- 1883: Bei der Einweihung des Niederwalddenkmals kommt es zu einem erfolglosen Attentatsversuch auf Kaiser Wilhelm I. und die versammelten Fürsten durch die Anarchisten August Reinsdorf und Emil Küchler.
- 1885: Als weiterer Schritt zur Abschaffung der Sklaverei wird in Brasilien die Lei dos Sexagenários (Gesetz der Sechzigjährigen) verkündet, wonach alle Sklaven über 60 Jahre freigelassen werden.
- 1918: Während des Ersten Weltkriegs beginnt in Nordfrankreich die Fünfte Schlacht bei Ypern.
- 1919: In einem Referendum entscheiden sich die teilnehmenden Luxemburger Stimmberechtigten zum einen mit 77,8 Prozent der Stimmen für die Beibehaltung der Monarchie unter Großherzogin Charlotte und bevorzugen zum anderen einen wirtschaftlichen Anschluss an Frankreich (60,1 Prozent der Stimmen).
- 1932: Mit dem Zwickelerlass sagt Preußen anstößiger Badebekleidung den Kampf an.
- 1939: Die polnische Hauptstadt Warschau kapituliert im Zweiten Weltkrieg nach der dreiwöchigen Belagerung von Warschau durch die deutsche Wehrmacht.
- 1939: Das Deutsche Reich und die Sowjetunion schließen einen Grenz- und Freundschaftsvertrag, mit dem die Grenzvereinbarungen des deutsch-sowjetischen Nichtangriffspaktes abgeändert werden.
- 1941: Der Befehlshaber der freifranzösischen Truppen in der Levante, Georges Catroux, erklärt Syrien für unabhängig. Faktisch haben im Lande die Franzosen weiter die Macht inne.
- 1951: Das Bundesverfassungsgericht in Karlsruhe nimmt seine Arbeit auf.

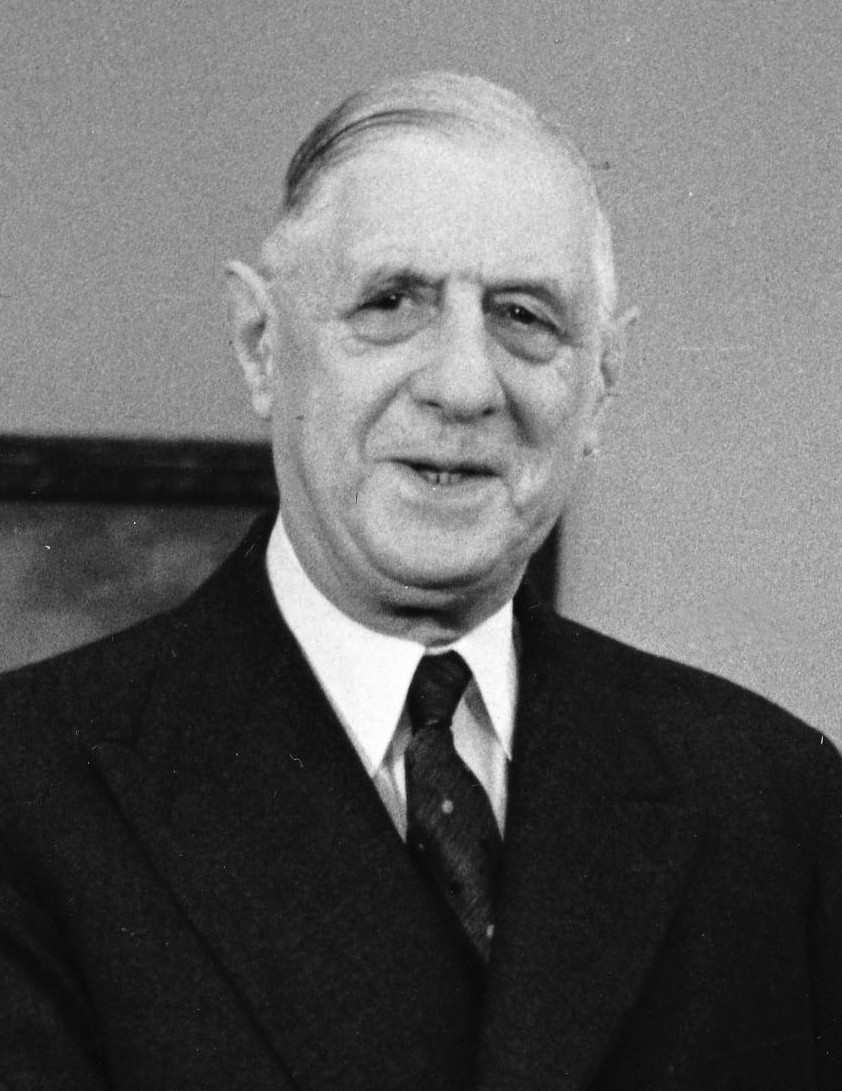
1958: Charles de Gaulle

- 1958: In einem Referendum nimmt das französische Volk eine neue, von Charles de Gaulle geprägte, Verfassung an, die dem Präsidenten eine stärkere Macht verleiht. Mit dem Inkrafttreten dieser Verfassung am 4. Oktober endet die Vierte Französische Republik und wird durch die Fünfte Republik abgelöst.
- 1961: Die Vereinigte Arabische Republik zwischen Ägypten und Syrien löst sich nach dem Austritt Syriens auf.
- 1969: Nach der Wahl zum 6. Deutschen Bundestag verständigen sich SPD und FDP auf eine sozialliberale Koalition mit Willy Brandt als Bundeskanzler. Die CDU/CSU erhält zwar erneut die meisten Wählerstimmen, muss jedoch erstmals in die Opposition.

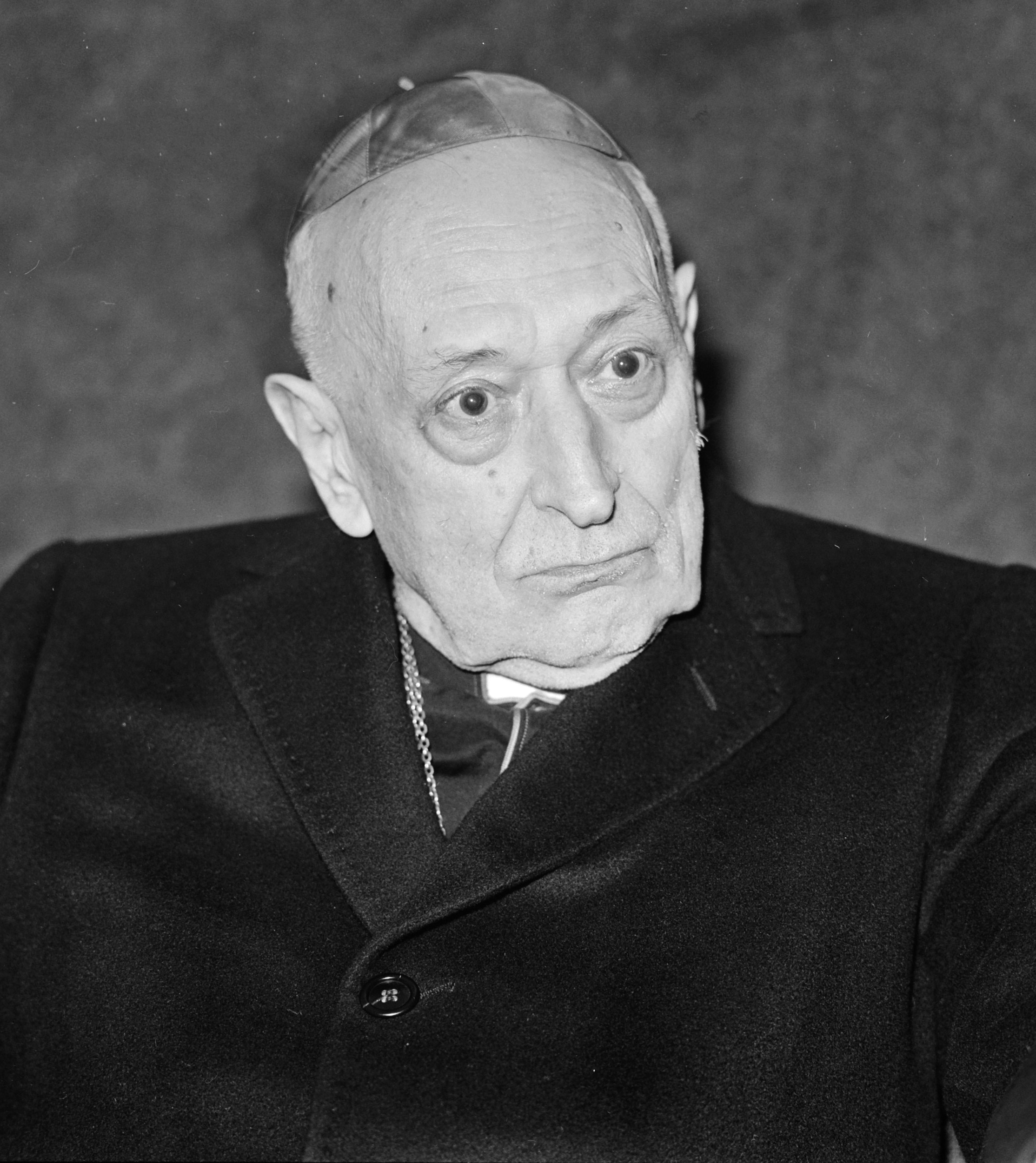
1971: József Mindszenty

- 1971: Der ungarische Kardinal und Erzbischof József Mindszenty verlässt die US-amerikanische Botschaft in Budapest und geht ins Exil, nachdem er dort seit 1956 15 Jahre als politischer Flüchtling gelebt hatte.
- 1973: Auf die ITT-Gebäude in New York City und Rom werden Bombenanschläge verübt, weil das Unternehmen in den Putsch in Chile verwickelt ist. Die chilenische Telefongesellschaft gehört zum ITT-Konzern.
- 1973: Im niederösterreichischen Marchegg werden bei der Geiselnahme in Marchegg durch ein Palästinenser-Kommando sowjetische Juden bei der Einreise als Geiseln genommen.
- 1995: Das Interimsabkommen über das Westjordanland und den Gazastreifen zwischen Israel und der PLO wird von Jitzchak Rabin und Jassir Arafat im ägyptischen Taba ein zweites Mal offiziell unterzeichnet.
- 2000: Ariel Scharon besucht den Tempelberg in Jerusalem. Militante Palästinenser nehmen dies zum Anlass für die Zweite Intifada.
- 2009: Bei der gewaltsamen Niederschlagung von Protesten gegen die Militärregierung Moussa Dadis Camaras kommen in der guineischen Hauptstadt Conakry 157 Menschen ums Leben.
- 2015: Die afghanische Stadt Kundus fällt an die Taliban.
- 2019: Mit 100'000 Teilnehmenden findet der bislang größte Klimastreik in Bern statt.

### Wirtschaft
- 1855: Die St. Gallisch-Appenzellische Eisenbahn weiht ihre erste Strecke Winterthur-Wil ein.
- 1896: Die vier Brüder Pathé gründen in Paris ein Unternehmen zum Verkauf phonographischer Geräte. Es entwickelt sich zu einem bedeutenden Film- und Plattenproduzenten.
- 1933: Die Staatlich genehmigte Gesellschaft zur Verwertung musikalischer Urheberrechte (STAGMA), im Jahr 1947 in Gesellschaft für musikalische Aufführungs- und mechanische Vervielfältigungsrechte (GEMA) umbenannt, erhält in Deutschland das Monopol zur Wahrnehmung von Musikaufführungsrechten.

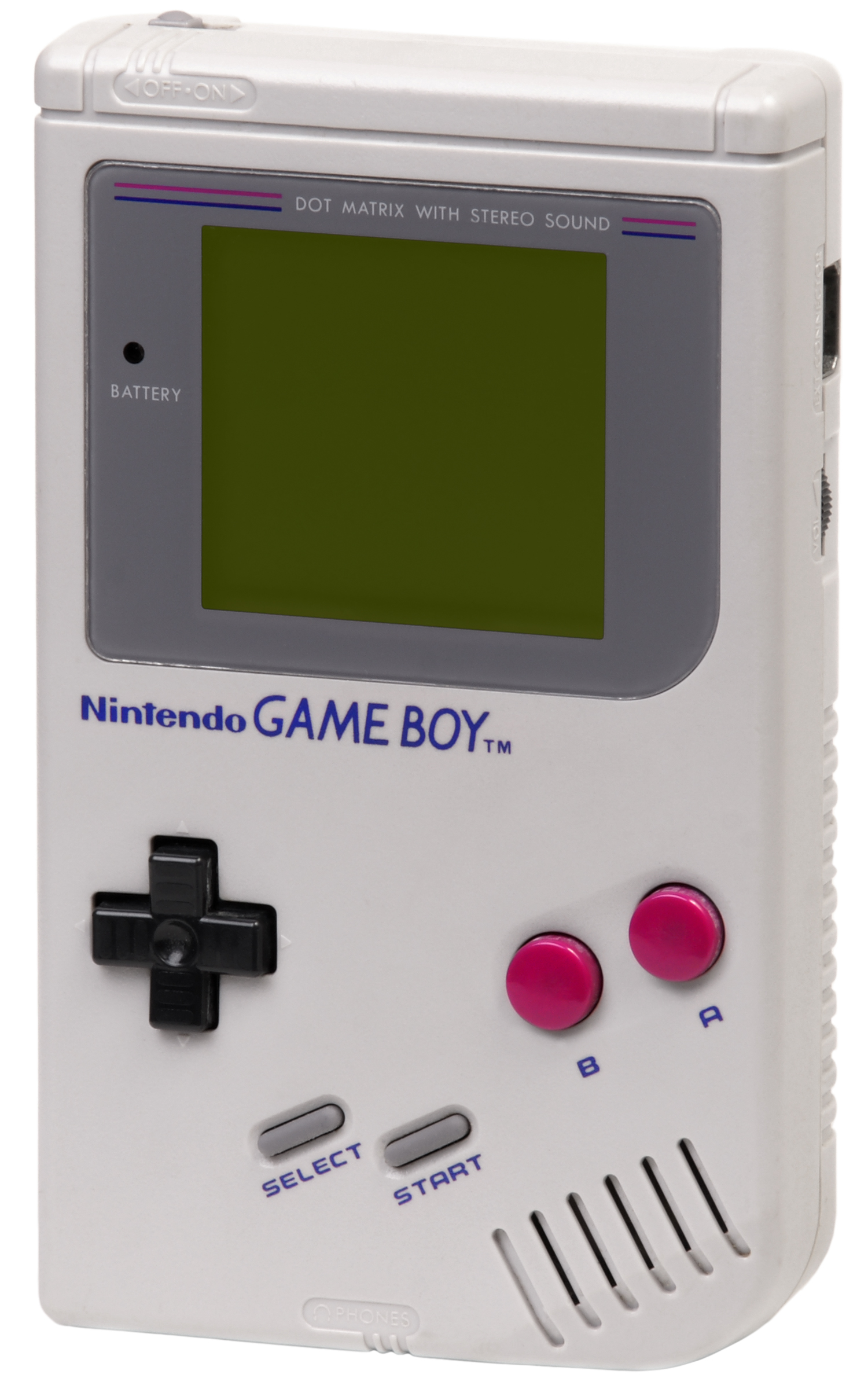
1990: Game Boy

- 1990: Die tragbare Spielkonsole Game Boy von Nintendo wird in Europa veröffentlicht. Sie entwickelt sich rasch zu einer der kommerziell erfolgreichsten Spielkonsolen der 90er Jahre.
- 2000: Bei einer Beteiligung von 87,5 % lehnt die dänische Bevölkerung in einem Referendum mit einer Mehrheit von 53,1 % die Einführung des Euro ab. Die Ausgabe dänischer Euromünzen wird damit in die Zukunft vertagt.
- 2003: In Italien kommt es zu einem großflächigen Stromausfall.

### Wissenschaft und Technik

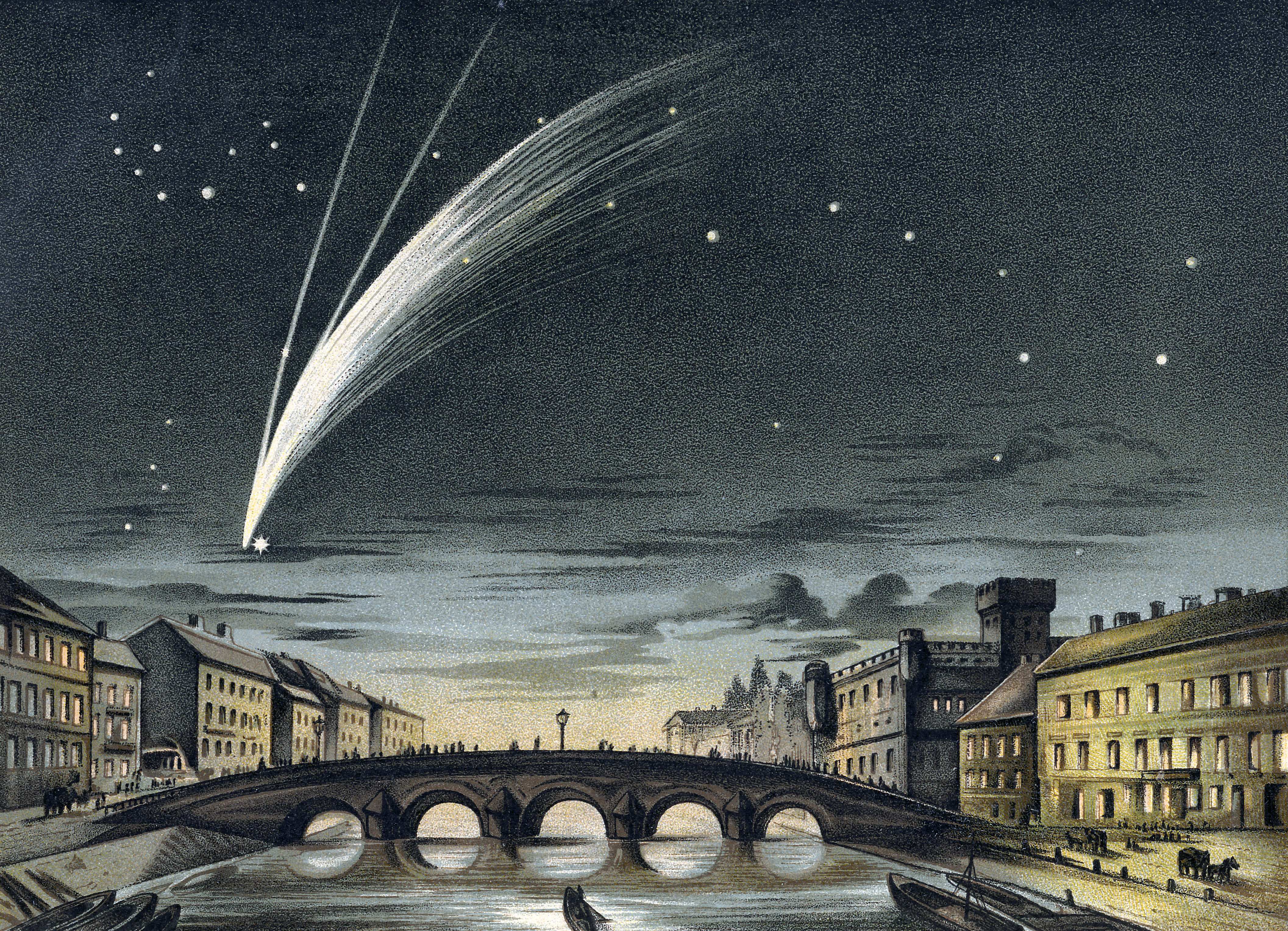
1858: Komet Donati

- 1858: Dem US-amerikanischen Astronomen William Cranch Bond gelingt die zweite fotografische Aufnahme des Kometen Donati. Eine Nacht zuvor hatte bereits der britische Photograph William Usherwood die erste Fotografie dieses Kometen angefertigt.
- 1924: In Seattle geht die zahlreiche Etappen umfassende erste Weltumrundung in einem Flugzeug zu Ende. Nach 175 Tagen erreichen von vier gestarteten Maschinen des Typs Douglas World Cruiser die Chicago und die New Orleans wieder ihren Abflugort.
- 1928: Der Bakteriologe Alexander Fleming bemerkt zufällig, dass eine seiner Staphylokokken-Kulturen, in die Schimmelpilze der Gattung Penicillium geraten sind, abgetötet ist. Seine weiteren Untersuchungen führen zur Entwicklung des antibakteriellen Wirkstoffs Penicillin.
- 1951: Der Astronom Seth Barnes Nicholson entdeckt den um den Planeten Jupiter kreisenden äußeren Mond Ananke.
- 2003: Der Start der ersten europäischen Mondsonde SMART-1 mit Ionenantrieb erfolgt gemeinsam mit dem indischen Kommunikationssatelliten INSAT-3E sowie Eutelsat-Satelliten E-Bird vom europäischen Weltraumbahnhof Kourou in Französisch-Guayana.
- 2005: In der Fachzeitschrift Proceedings of the Royal Society B werden die am 30. September 2004 aufgenommenen ersten Bilder eines lebenden Riesenkalmars in seinem Lebensraum von Tsunemi Kubodera und Kyoichi Mori veröffentlicht.

### Kultur
- 1745: Die spätere britische Nationalhymne God Save the King wird in einem Arrangement von Thomas Arne zu Ehren von König George II. von Hannover uraufgeführt.
- 1767: Die Uraufführung der komischen Oper Le Double Déguisement von François-Joseph Gossec findet an der Comédie Italienne in Paris statt.

1824: Das erste St. Galler Kinderfest

- 1824: In St. Gallen findet das erste Kinderfest statt. Es ist im Laufe der Schulreformen des beginnenden 19. Jahrhunderts aus verschiedenen älteren Festbräuchen entstanden.
- 1831: Die Uraufführung der Oper Die Amazone oder Der Frauen und der Liebe Sieg von Peter Joseph von Lindpaintner findet in Stuttgart statt.
- 1834: Die Uraufführung der Oper Die Bürgschaft von Peter Joseph von Lindpaintner findet in Stuttgart statt.
- 1850: Die Sopranistin Jenny Lind gibt in New York City ihr erstes Konzert in den USA und löst dadurch einen Begeisterungssturm aus.
- 1865: Die Uraufführung der Oper Straszny Dwór (Das Gespensterschloß) von Stanisław Moniuszko findet in Warschau statt.

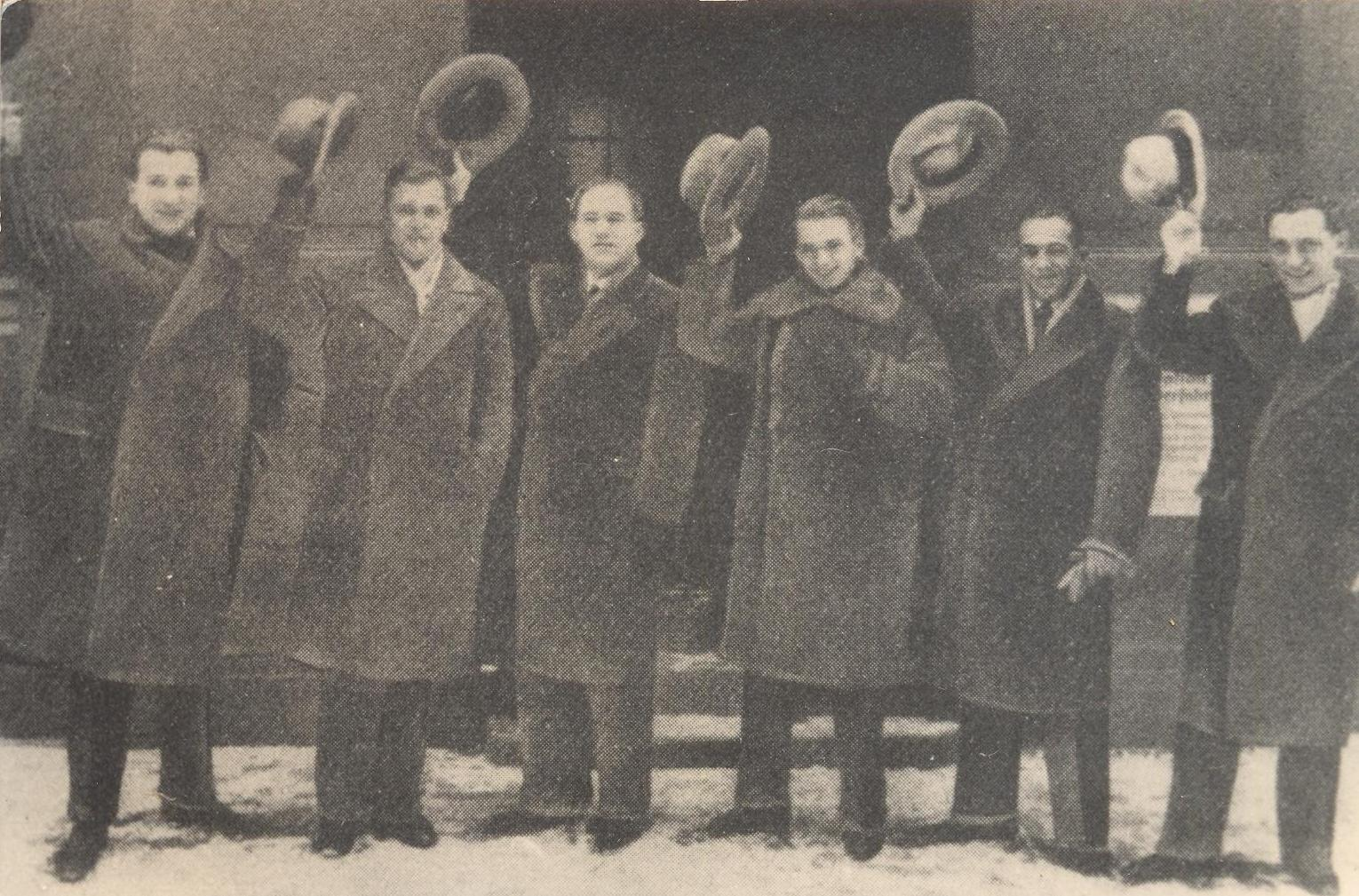
1928: Comedian Harmonists

- 1928: Die Comedian Harmonists geben ihr Debüt im Berliner Großen Schauspielhaus.
- 1987: Die erste Folge von Raumschiff Enterprise – Das nächste Jahrhundert wird in den USA ausgestrahlt.
- 2006: Am Raimundtheater in Wien wird das Musical Rebecca von Sylvester Levay und Michael Kunze nach dem gleichnamigen Roman von Daphne du Maurier uraufgeführt.
- 2017: Der US-amerikanische Horrorfilm Es startet in den deutschen Kinos. Es ist die zweite Verfilmung des gleichnamigen Romans von Stephen King und gilt, aufgrund der weltweiten Einspielergebnisse, als der erfolgreichste Horrorfilm des Jahres.

### Gesellschaft
- 1857: Während des Stuttgarter Zwei-Kaiser-Treffens gönnen sich der russische Zar Alexander II., der französische Kaiser Napoleon III. und der württembergische König Wilhelm I. einen Ausflug zum Cannstatter Volksfest.
- 1980: In der Washington Post erscheint der Artikel Jimmy’s World von Janet Cooke, der von einem achtjährigen Heroinsüchtigen berichtet und viel Aufmerksamkeit erhält; ein halbes Jahr später wird er als Fälschung entlarvt.
- 1987: Ein in der brasilianischen Stadt Goiânia entwendeter Bleibehälter eines Strahlentherapiegerätes wird als Quelle für die Erkrankung mehrerer Menschen identifiziert. Beim sogenannten Goiânia-Unfall sind in den beiden Wochen zuvor zahlreiche Menschen sowie ganze Straßenzüge der Stadt durch das Austreten von radioaktivem Caesium-137 kontaminiert worden.

### Religion
- 0235: Nachdem er von Kaiser Maximinus Thrax ins Exil nach Sardinien geschickt worden ist, tritt Pontianus von seinem Amt als Bischof von Rom zurück.
- 1230: Papst Gregor IX. veröffentlicht die Päpstliche Bulle Quo elongati, mit der er das Testament des heiligen Franziskus für nicht dringend rechtsverbindlich erklärt. Diese Bulle trägt erheblich zum im Franziskanerorden entflammten Armutsstreit bei.
- 1362: Guillaume de Grimoard wird in Avignon als Papst Urban V. gewählt.

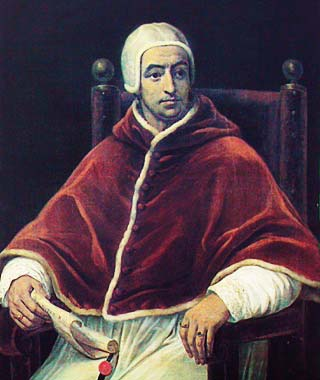
1394: Papst Benedikt XIII.

- 1394: In Avignon wird Pietro de Luna einstimmig zum Nachfolger von Gegenpapst Clemens VII. gewählt und regiert dort als Gegenpapst Benedikt XIII.
- 1823: Annibale Sermattei della Genga wird vom Konklave zum Papst gewählt und nimmt den Namen Leo XII. an.
- 1978: Johannes Paul I. stirbt nach nur 33 Tagen im Amt.

### Katastrophen
- 1705: Beim Brand eines Pilgerhauses im tschechischen Svatý Kopeček kommen 121 Menschen um ihr Leben.
- 1992: Ein Airbus A300 der Pakistan International Airlines prallt südlich des Flughafens Kathmandu gegen einen Berg. Alle 117 Menschen an Bord sterben.
- 1994: Die estnische Fähre Estonia sinkt vor der Küste Finnlands auf der Überfahrt nach Stockholm, nachdem die Bugklappe auf hoher See aufgebrochen ist. Bei dem Unglück sterben 852 Menschen.
- 2018: Durch ein Erdbeben und einen dadurch ausgelösten Tsunami sterben auf der indonesischen Insel Sulawesi mehr als 2000 Menschen und hunderte werden verletzt.

Kleinere Unglücksfälle sind in den Unterartikeln von Katastrophe und in der Liste von Katastrophen aufgeführt.

### Sport
- 1893: Der portugiesische Fußballverein FC Porto wird gegründet.
- 1976: Muhammad Ali gewinnt seinen Boxkampf und den Weltmeistertitel im Schwergewicht gegen Ken Norton im Yankee Stadium, Bronx, New York, durch einen Sieg nach Punkten.
- 1979: Larry Holmes gewinnt seinen Boxkampf und den Weltmeistertitel im Schwergewicht gegen Earnie Shavers im Caesars Palace, Las Vegas, Nevada, durch technischen K. o.
- 2003: Paul Tergat, Kenia läuft den Marathon der Herren in Berlin in 02:04:55 h.

Paralympische Spiele Athen 2004

- 2004: In Athen enden die 12. Paralympischen Spiele mit der Schlussfeier. Erfolgreichstes Land dieser Paralympischen Spiele, die am 17. September begonnen haben, ist China mit 141 Medaillen.

Einträge von Leichtathletik-Weltrekorden befinden sich unter der jeweiligen Disziplin unter Leichtathletik.

## Geboren

### Vor dem 18. Jahrhundert
- 1158: Ibn Yaʿīsch, arabischer Grammatiker
- 1493: Agnolo Firenzuola, italienischer Dichter
- 1529: Abraham Buchholzer, deutscher evangelischer Theologe, Pädagoge und Historiker
- 1534: Samuel Eisenmenger, deutscher Mediziner, Theologe und Astrologe
- 1540: Karl I., Herzog von Mecklenburg-Güstrow
- 1555: Henri de La Tour d’Auvergne, duc de Bouillon, Herzog von Bouillon, französischer Heerführer, Diplomat, Politiker und Führer der französischen Hugenotten
- 1580: Matthäus Bacmeister, deutscher Mediziner

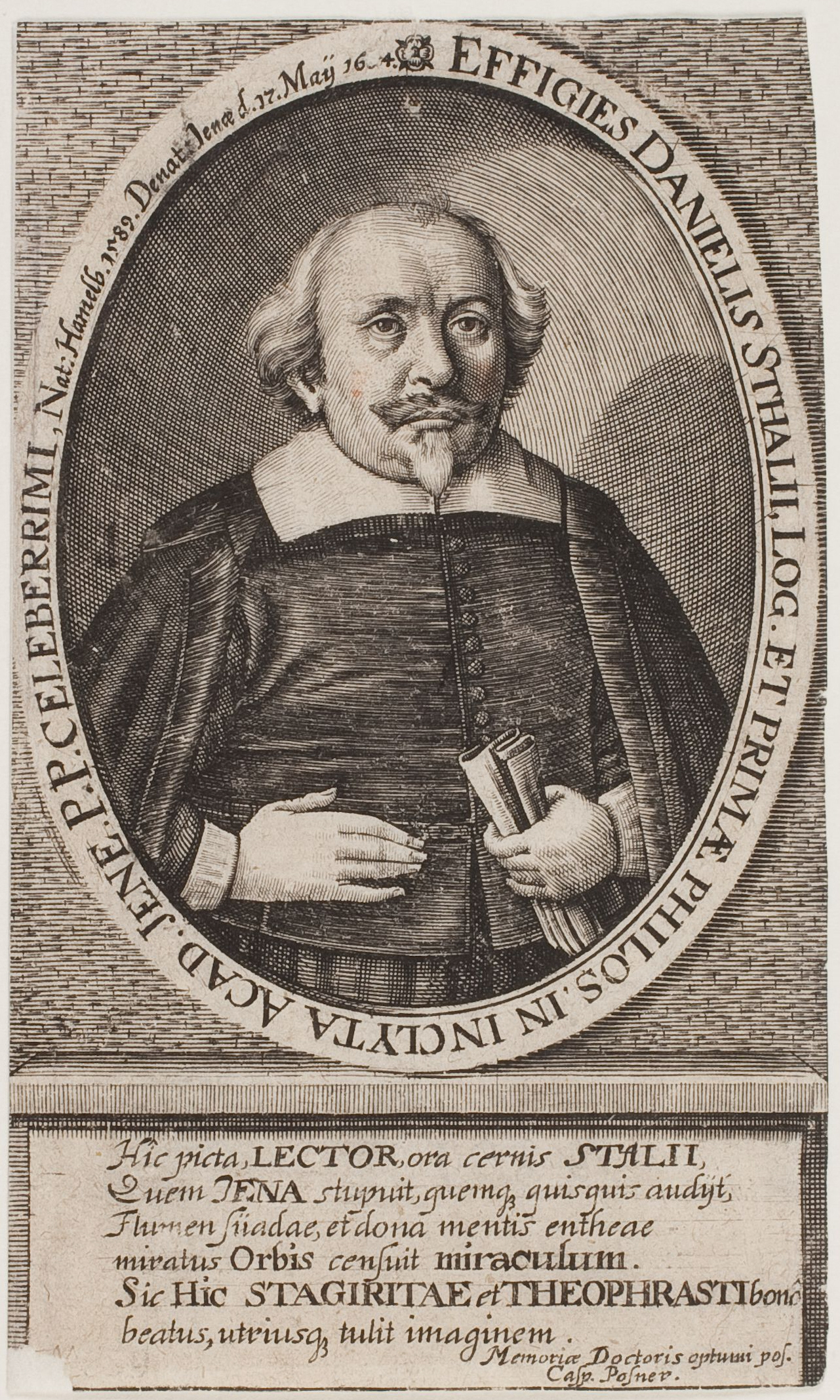
Daniel Stahl (* 1589)

- 1589: Daniel Stahl, deutscher Philosoph
- 1597: Justus Suttermans, flämischer Maler
- 1612: Michel Anguier, französischer Bildhauer
- 1617: Johann Christfried Sagittarius, deutscher Kirchenhistoriker und lutherischer Theologe
- 1620: Albrecht II., Markgraf des Fürstentums Ansbach
- 1671: Henry Grey, 1. Duke of Kent, britischer Peer
- 1679: Mihael Omerza, slowenischer Komponist
- 1681: Johann Mattheson, deutscher Komponist und Musikschriftsteller
- 1686: Cosmas Damian Asam, deutscher Maler und Bildhauer
- 1691: Martin Biterich, deutscher Bildhauer
- 1698: Pierre Louis Moreau de Maupertuis, französischer Mathematiker, Physiker und Philosoph

### 18. Jahrhundert
- 1705: Johann Peter Kellner, deutscher Komponist
- 1706: Nikolaus Friedrich Stöhr, deutscher Pädagoge und lutherischer Theologe
- 1707: Antoine Clairiard de Choiseul de Beaupré, Kardinal der Römisch-Katholischen Kirche

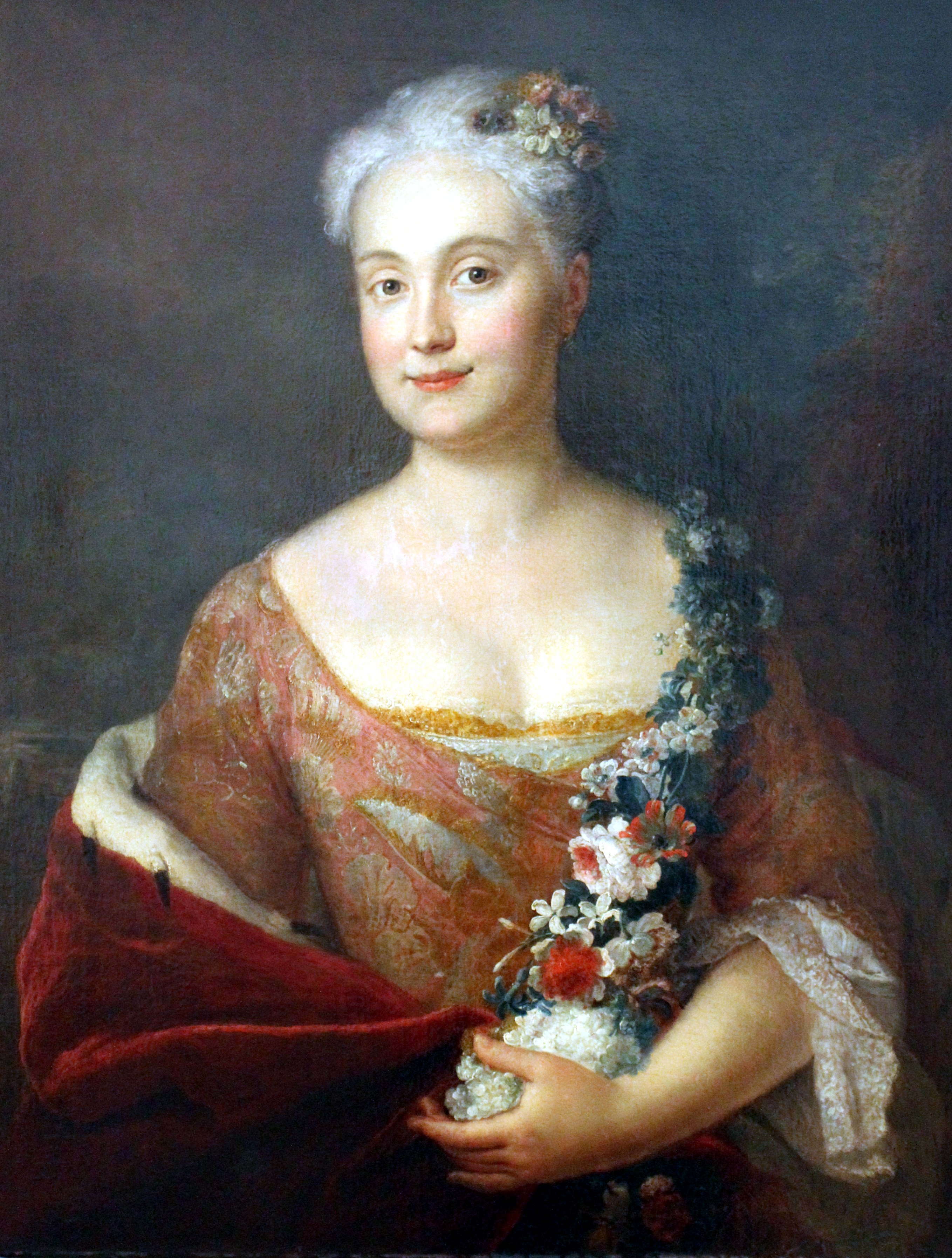
Friederike Luise von Preußen (* 1714)

- 1714: Friederike Luise von Preußen, Markgräfin von Brandenburg-Ansbach
- 1726: Nathaniel Folsom, US-amerikanischer Politiker, Delegierter für New Hampshire im Kontinentalkongress
- 1739: John Haring, US-amerikanischer Politiker
- 1746: William Jones, britischer Indologe
- 1746: Giovanni Punto, böhmischer Hornist, Violinist und Komponist
- 1762: Michael Andreaš, slowenischer Dichter
- 1763: Johannes Schulthess, Schweizer evangelischer Geistlicher und Hochschullehrer
- 1765: Johann Friedrich Schilling, preußischer Hofmaurermeister
- 1766: Archibald McBryde, US-amerikanischer Politiker

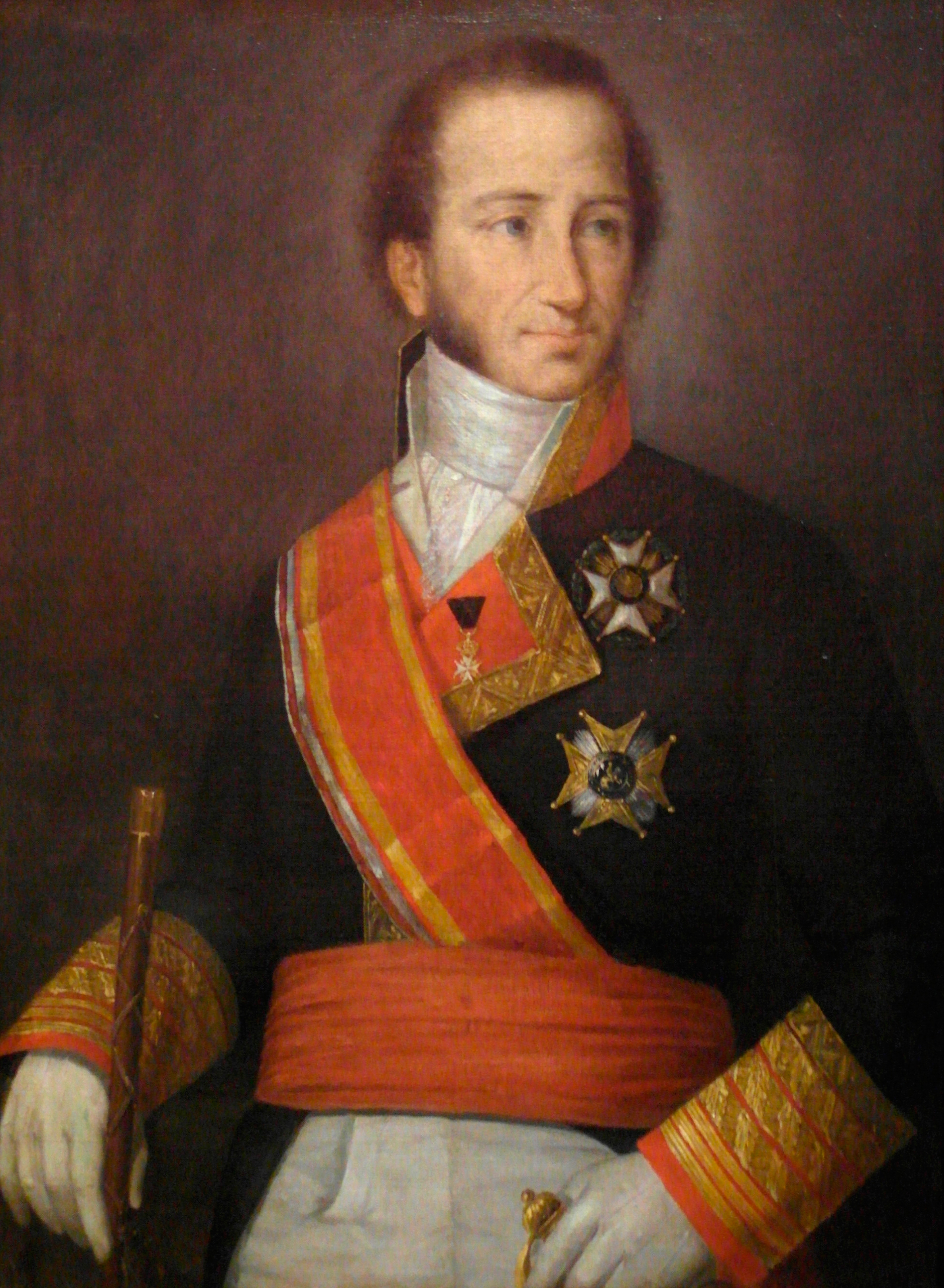
Cayetano Valdés (* 1767)

- 1767: Cayetano Valdés, spanischer Marineoffizier, Politiker und Regent
- 1771: Julius Simon von Nördlinger, deutscher Berg- und Forstrat sowie Reformator des württembergischen Forstwesens
- 1775: Johann Adam von Itzstein, deutscher Politiker
- 1778ː Suzanne Douvillier, französisch-amerikanische Ballerina, Pantomimin und Choreografin
- 1788: Carl Friedrich Heinze, deutscher Beamter und Hofrat
- 1789: Victor d’Arlincourt, französischer Schriftsteller
- 1789: Ludwig Starklof, deutscher Jurist, Journalist, Dramaturg und Theaterintendant
- 1790: Christian Ludwig Wilhelm Stark, deutscher evangelischer Theologe
- 1797: Friedrich Benjamin von Lütke, russischer Marineoffizier, Weltumsegler, Entdeckungsreisender und Schriftsteller
- 1798: Bonaventura Genelli, deutscher Maler und Grafiker

### 19. Jahrhundert

#### 1801–1850
- 1803: Prosper Mérimée, französischer Schriftsteller

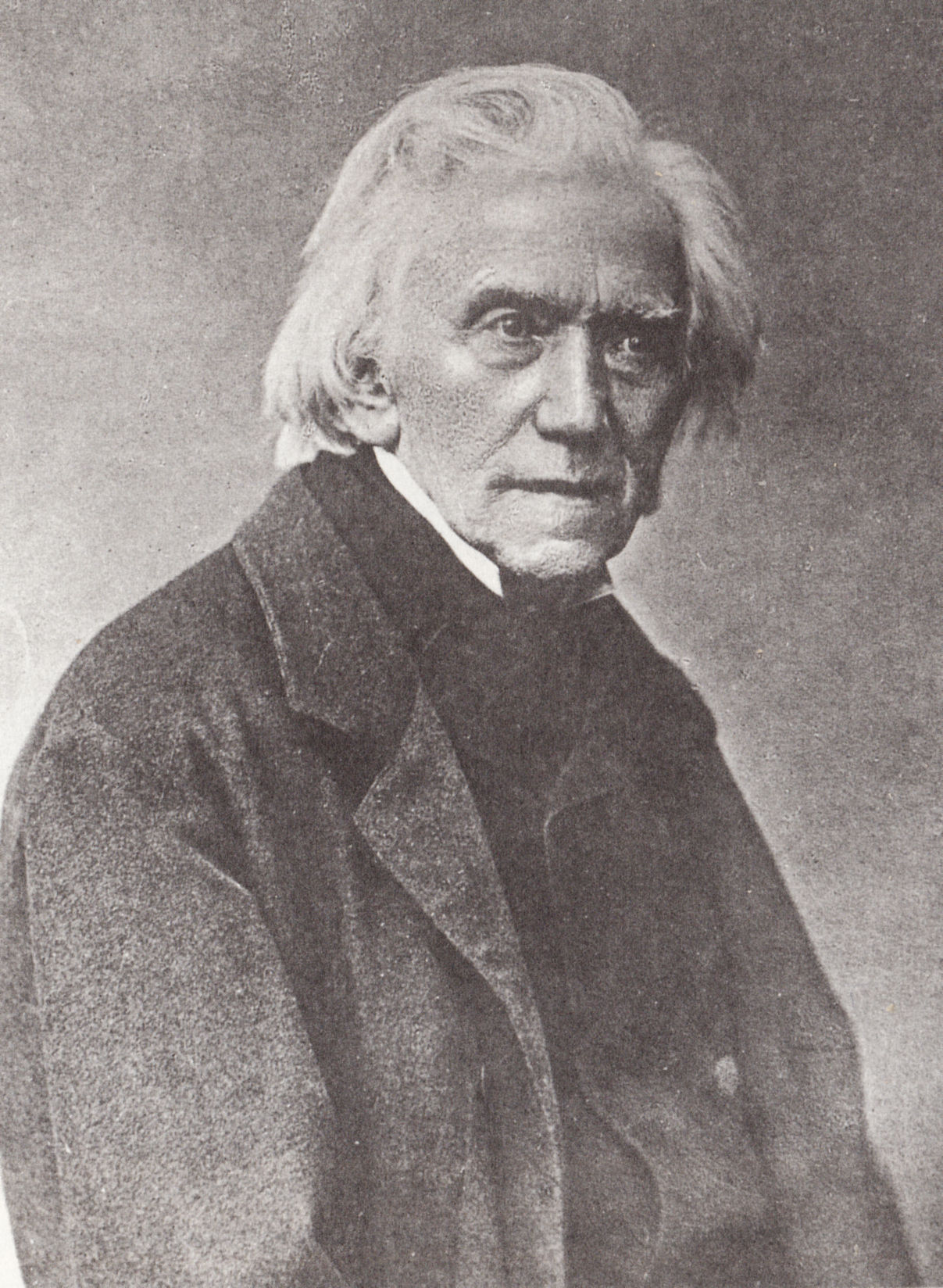
Ludwig Richter (* 1803)

- 1803: Ludwig Richter, deutscher Maler
- 1806: Francisco Malespín, Präsident von El Salvador
- 1807: Maria Schmidt, deutsche Sängerin, Schauspielerin und Harfenspielerin
- 1809: Elisabeth Concordia Crola, deutsche Malerin
- 1811: Friedrich Hecker, deutscher Rechtsanwalt, Politiker und radikaldemokratischer Revolutionär in Baden (Heckerzug), Emigrant
- 1814: Andreas von Renner, Beamter und Finanzminister des Königreichs Württemberg
- 1817: Michael Tompa, ungarischer Dichter
- 1823: Alexandre Cabanel, französischer Maler
- 1825: Tante Hanna, deutsche Volksmissionarin
- 1825: Rafael Núñez, kolumbianischer Politiker, Präsident Kolumbiens

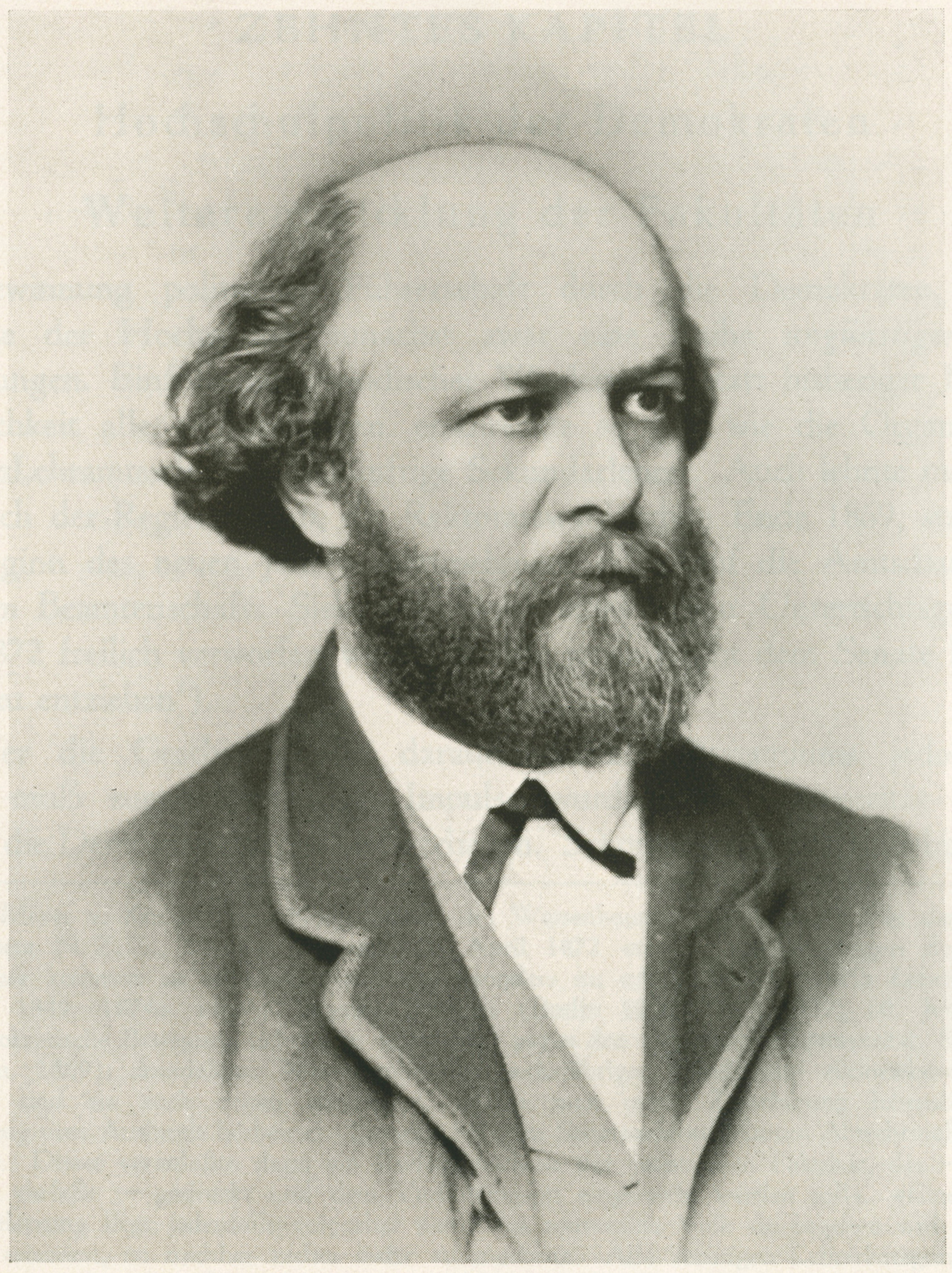
Friedrich Albert Lange (* 1828)

- 1828: Pierre Denis, französischer Kommunarde
- 1828: Friedrich Albert Lange, deutscher Philosoph (Neukantianer), Pädagoge, Ökonom und Sozialist
- 1828: Antoinette de Mérode, Fürstin von Monaco
- 1828: Karl Tomaschek, österreichischer Germanist, Literaturhistoriker und Hochschullehrer
- 1833: Alessandro Busi, italienischer Komponist und Musikpädagoge
- 1834: Charles Lamoureux, französischer Dirigent
- 1838: August Howaldt, deutscher Bildhauer und Modelleur
- 1839: Caroline Abbot, deutsche Schriftstellerin
- 1839ː Frances Willard, US-amerikanische Lehrerin, Suffragette, Sozialreformerin, Mitbegründerin der Woman’s Christian Temperance Union
- 1841: Georges Clemenceau, französischer Journalist, Politiker und Staatsmann, Minister, Premierminister
- 1844: Robert Stout, neuseeländischer Politiker
- 1845: Cæsar Peter Møller Boeck, norwegischer Dermatologe
- 1846: Karl Schwering, deutscher Mathematiker und Pädagoge

#### 1851–1900
- 1852: Henri Moissan, französischer Chemiker
- 1854: Heinrich Kreutz, deutscher Astronom

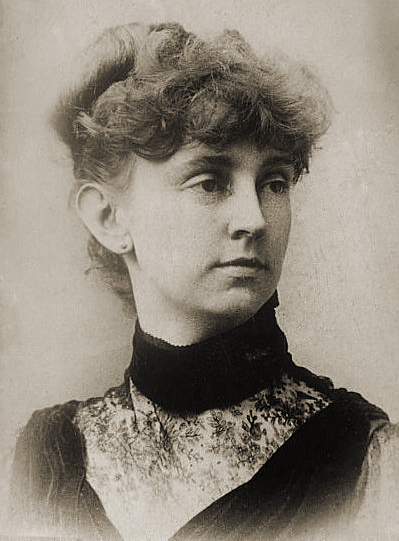
Kate Douglas Wiggin (* 1856)

- 1856: Kate Douglas Wiggin, US-amerikanische Schriftstellerin
- 1857: William Huch, deutscher Schauspieler
- 1858: Gustav Cleemann, deutsch-baltischer Pastor und evangelischer Bekenner
- 1858: Paul Gisevius, deutscher Agrarwissenschaftler
- 1858: Gustaf Kossinna, deutscher Philologe und Archäologe
- 1859: Alfredo Baquerizo Moreno, ecuadorianischer Politiker und Präsident
- 1863: Francesco Antognini, Schweizer Jurist und Politiker
- 1863: Karl I., König von Portugal
- 1863: James Pitcairn-Knowles, Maler, Grafiker und Bildhauer schottischer Abstammung
- 1864: Arthur Kampf, deutscher Historienmaler

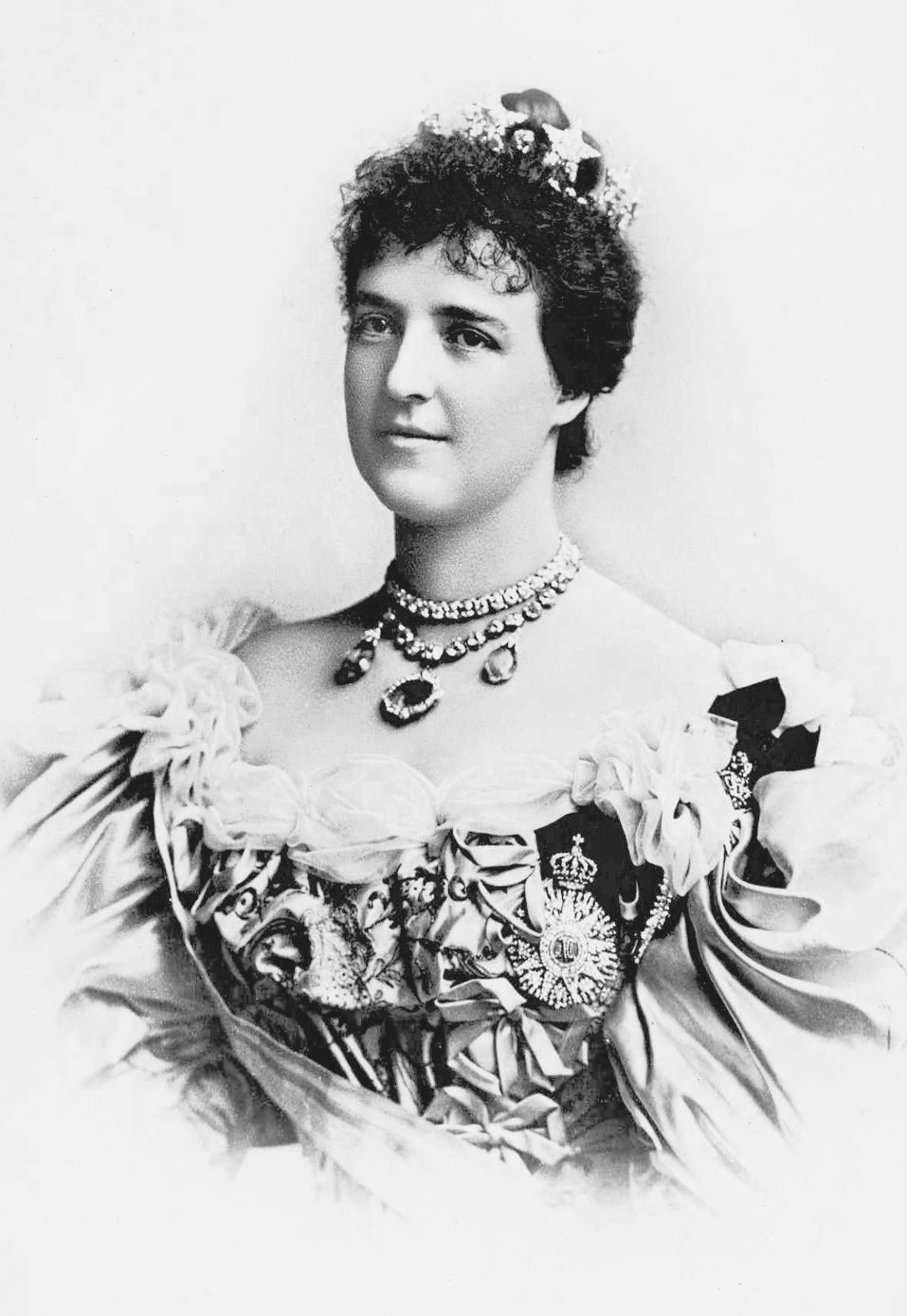
Amélie d’Orléans (* 1865)

- 1865: Amélie d’Orléans, Prinzessin von Frankreich und Königin von Portugal
- 1867: Ottomar Enking deutscher Schriftsteller und Professor
- 1867: Hiranuma Kiichirō, japanischer Premierminister
- 1868: Pierre Pratviel, französischer Turner
- 1870: Florent Schmitt, französischer Komponist
- 1872: Richard Alexander Georg Wühner, estnischer evangelischer Pfarrer und Märtyrer
- 1877: Albert Freude, deutscher römisch-katholischer Pfarrer
- 1880: Emma Cotta, deutsche Schauspielerin, Modezeichnerin, Redakteurin und Bildhauerin
- 1880: Stanko Premrl, slowenischer Komponist
- 1882: Alexander Pawlowitsch Kutepow, russischer General der zaristischen Armee im Bürgerkrieg, einer der Führer der weißen Partei
- 1885: Alexander Grundner-Culemann, deutscher Forstmann und Politiker

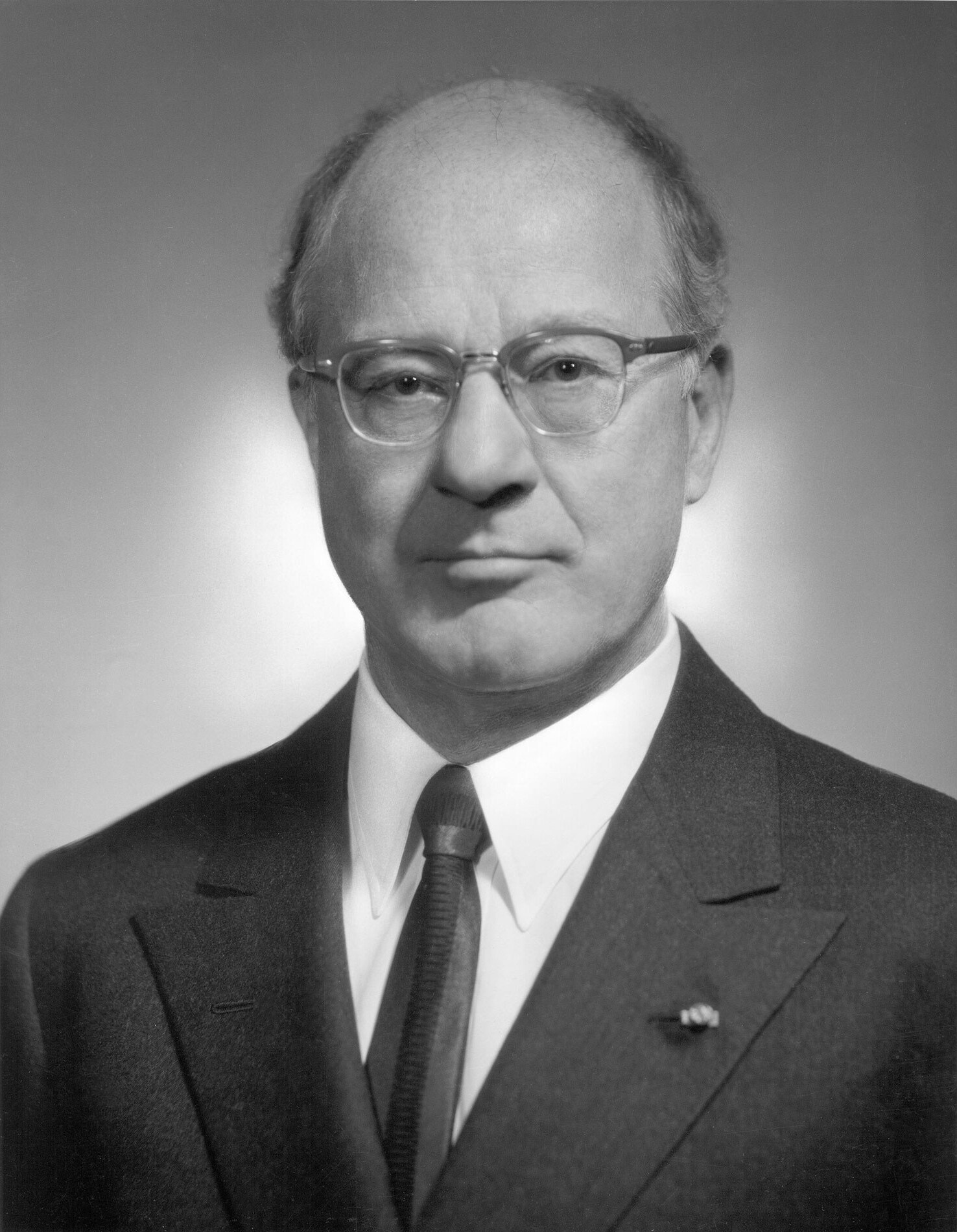
Avery Brundage (* 1887)

- 1887: Avery Brundage, US-amerikanischer Sportfunktionär
- 1889: Rudolf Pfeiffer, deutscher Altphilologe
- 1892: Elmer Rice, US-amerikanischer Dramatiker
- 1892: Benvenuto Terzi, italienischer Komponist und Konzertgitarrist
- 1893: Hilda Geiringer, austro-amerikanische Mathematikerin
- 1894: Kurt Pastenaci, deutscher Schriftsteller und Historiker
- 1895: Prentice Cooper, US-amerikanischer Politiker, Gouverneur von Tennessee
- 1897: Muchtar Äuesow, kasachischer Schriftsteller
- 1897: Heinrich Fraenkel, britischer Schriftsteller und Schachkomponist deutscher Herkunft
- 1898: Baconin Borzacchini, italienischer Autorennfahrer
- 1898ː Ellen Epstein, deutsche Pianistin und Opfer des Holocaust
- 1900: Otto Braun, deutscher Schriftsteller, Parteifunktionär, Militärberater und 1. Sekretär des Schriftstellerverbandes der DDR
- 1900: Max Strub, deutscher Violinvirtuose und Violinpädagoge
- 1900: Kurt Peschel, deutscher Parlamentsstenograph

### 20. Jahrhundert

#### 1901–1925
- 1901: Ed Sullivan, US-amerikanischer Entertainer, Moderator der Ed Sullivan Show
- 1902ː Elisabeth Polach, tschechoslowakisches Opfer des Holocaust
- 1903: Jorge Carrera Andrade, ecuadorianischer Lyriker, Schriftsteller und Diplomat
- 1903: Albert Vigoleis Thelen, deutscher Schriftsteller
- 1904: Luperce Miranda, brasilianischer Mandolinist und Komponist

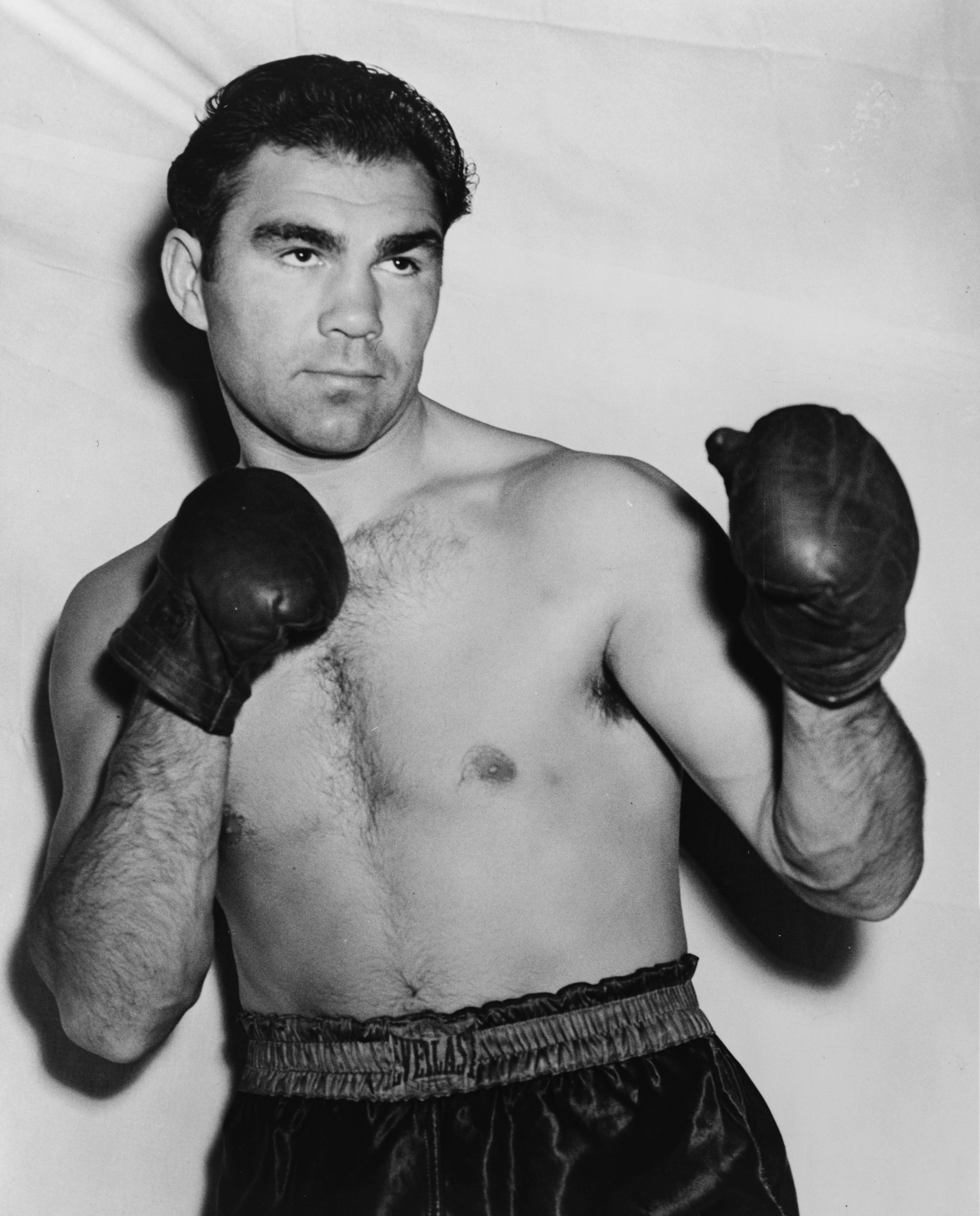
Max Schmeling (* 1905)

- 1905: Max Schmeling, deutscher Schwergewichtsboxer und Boxweltmeister
- 1908: Marin Goleminow, bulgarischer Komponist
- 1909: Al Capp, US-amerikanischer Comiczeichner und -autor
- 1909: Fred Rauch, österreichischer Textdichter, Kabarettist und Sänger
- 1909: Fritz G. Waack, deutscher Ingenieur und Pionier der Stereofotografie
- 1910: Mirko Basaldella, italienisch-US-amerikanischer Bildhauer und Maler
- 1910: Ángel Sanz Briz, spanischer Diplomat
- 1912: Raban Adelmann, deutscher Weingutsinhaber und Politiker, MdB
- 1912: Ōhara Tomie, japanische Schriftstellerin
- 1913: Edith Pargeter, britische Schriftstellerin
- 1914: Giuseppe Accattino, italienischer Filmregisseur, Drehbuchautor und Produzent
- 1915: Ethel Rosenberg, US-amerikanische Kommunistin und mutmaßliche Spionin
- 1916: Peter Finch, australischer Schauspieler
- 1918: Alan A. Freeman, australischer Musikproduzent

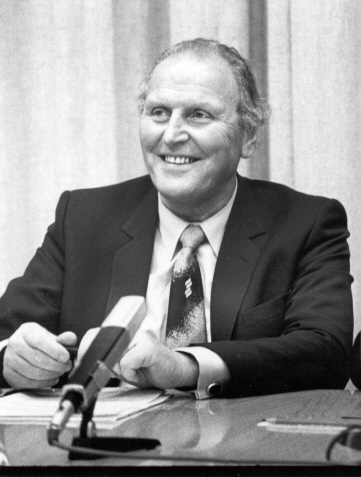
Willi Ritschard (* 1918)

- 1918: Willi Ritschard, Schweizer Bundesrat
- 1920: Alan Davie, britischer Maler
- 1922: Francesco Caroli, italienischer Clown
- 1922: Andreas Flitner, deutscher Professor für Pädagogik
- 1923: Karl-Heinz Muus, deutscher Eishockeyspieler
- 1923: William Windom, US-amerikanischer Schauspieler
- 1924: Pierre Aigrain, französischer Physiker und Staatssekretär für Forschung
- 1924: Rudolf Borissowitsch Barschai, russischer Dirigent und Violaspieler
- 1924: Giuseppe Chiappella, italienischer Fußballspieler und -trainer
- 1924: Merwin Coad, US-amerikanischer Politiker, Mitglied des Repräsentantenhauses für Iowa

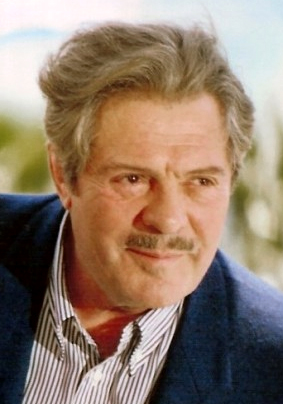
Marcello Mastroianni (* 1924)

- 1924: Marcello Mastroianni, italienischer Schauspieler
- 1924: Barbara Noack, deutsche Autorin
- 1924: Siegfried Unseld, deutscher Verleger
- 1925: Seymour Cray, US-amerikanischer Supercomputing-Pionier
- 1925: Ib Storm Larsen, dänischer Ruderer
- 1925: Carl Weiss, deutscher Journalist

#### 1926–1950
- 1926: Alice Karger, deutsche Leichtathletin
- 1927: Alan Bridges, britischer Regisseur, Schauspieler und Produzent
- 1927: Robert Thomas, französischer Theaterautor
- 1927: Lloyd R. Welch, US-amerikanischer Mathematiker
- 1928: Hans Geister, deutscher Leichtathlet, Olympiamedaillengewinner
- 1928: Egon Hoegen, deutscher Schauspieler und Fernsehsprecher
- 1928: Günther Steines, deutscher Leichtathlet, Olympiamedaillengewinner

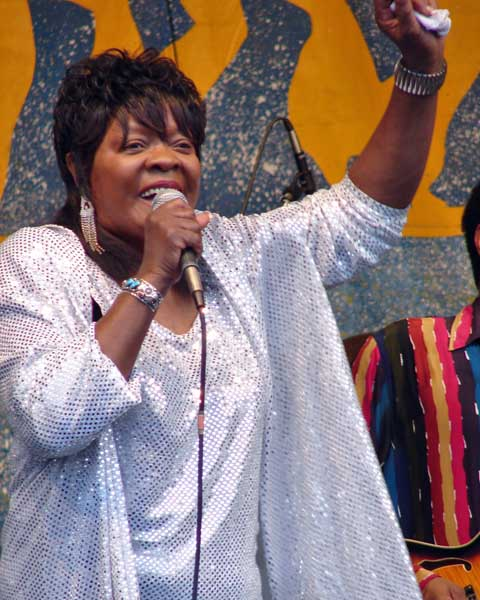
Koko Taylor (* 1928)

- 1928: Koko Taylor, US-amerikanische Blues-Sängerin
- 1929: Michael Kohl, deutscher Diplomat
- 1929: Zheng Xiaoying, chinesische Dirigentin
- 1930: Werner Delmes, deutscher Hockeyspieler
- 1931: John Gilmore, US-amerikanischer Jazzmusiker
- 1932: Andreas Feldtkeller, deutscher Architekt und Stadtplaner
- 1932: Jeremy Isaacs, britischer Fernsehproduzent
- 1932: Víctor Jara, chilenischer Liedermacher
- 1933: Madeleine M. Kunin, US-amerikanische Politikerin
- 1933: Johnny Mathis, US-amerikanischer Country-Sänger und Komponist
- 1934: Dietrich Alexander, deutscher Philosoph

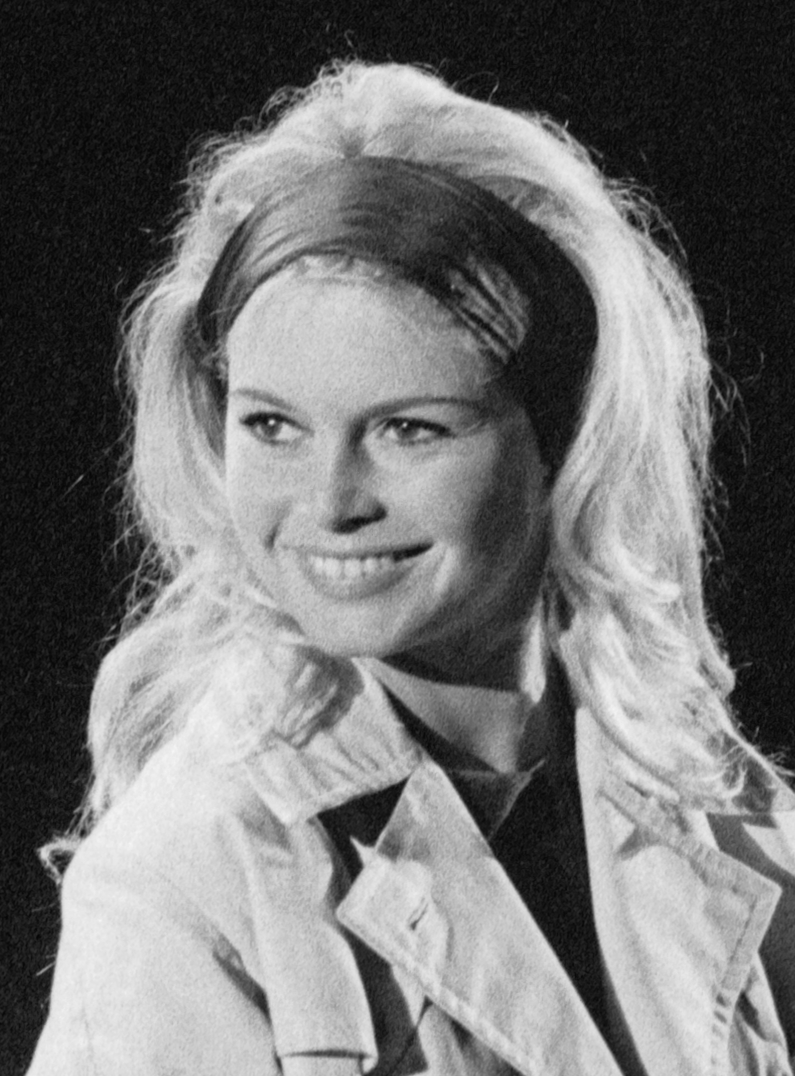
Brigitte Bardot (* 1934)

- 1934: Brigitte Bardot, französische Filmschauspielerin
- 1934: René Libeer, französischer Boxer
- 1935: Heinz Jankofsky, deutscher Karikaturist
- 1935: Ronald Lacey, britischer Film- und Theaterschauspieler
- 1935: Alan Shepherd, britischer Motorradrennfahrer
- 1936ː Gabriele Just, deutsche Schachspielerin
- 1937: Edward Applebaum, US-amerikanischer Komponist, Musikpädagoge und Psychologe
- 1937: Heinz Hornig, deutscher Fußballspieler
- 1937: Ernst Schubert, deutscher Apotheker und Sanitätsoffizier
- 1938: Richard Ashcraft, US-amerikanischer Politikwissenschaftler
- 1938: Hansjörg Bahl, Schweizer Schauspieler
- 1938: Heinrich Biermann, deutscher Architekt und Politiker
- 1938: Peter Grosser, deutscher Fußballspieler
- 1938: Metschyslau Hryb, belarussischer Staatspräsident

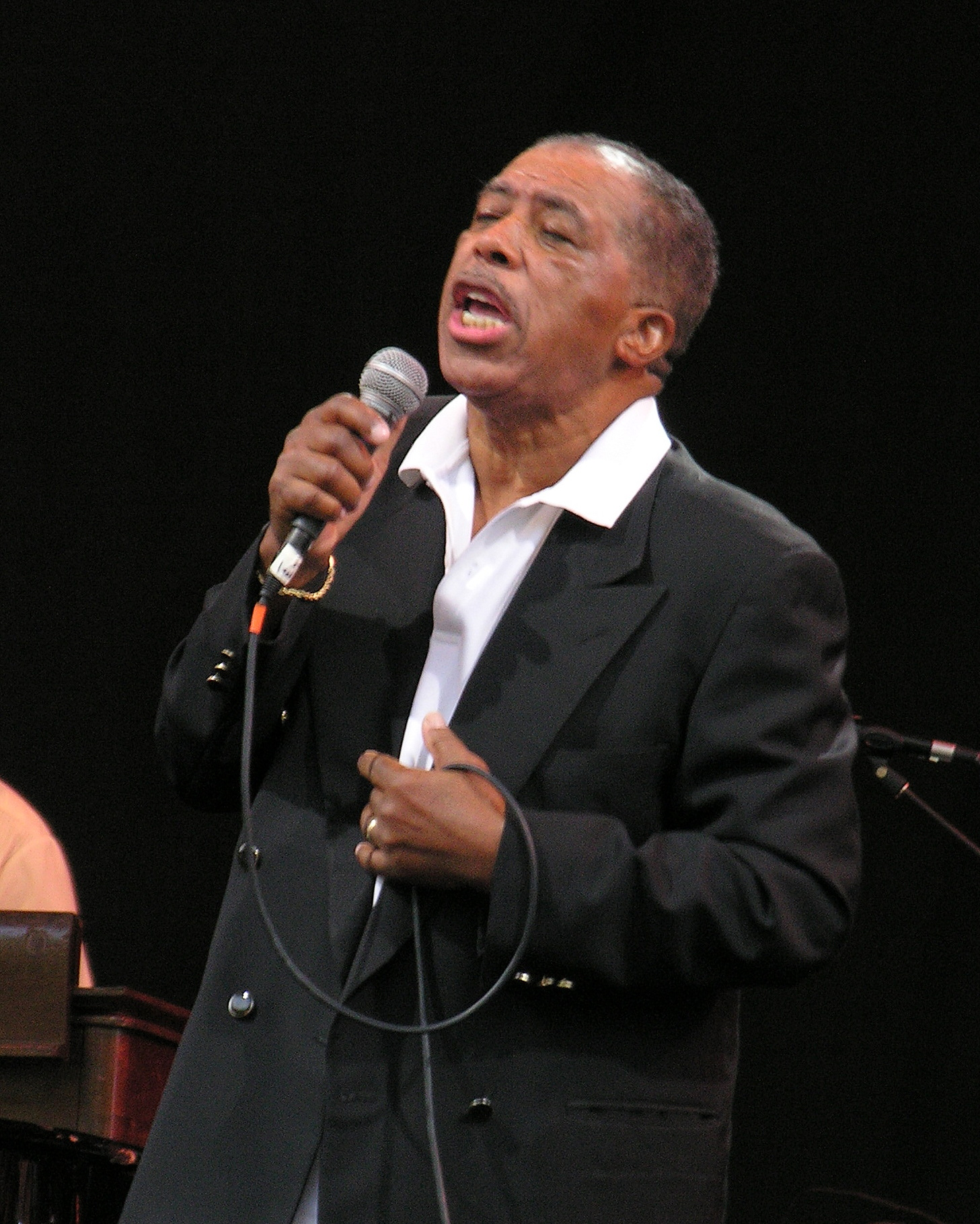
Ben E. King (* 1938)

- 1938: Ben E. King, US-amerikanischer Musiker, Sänger und Songschreiber
- 1939: Rrok Kola Mirdita, albanischer Erzbischof
- 1941: Mary Aubrey-Fletcher, 8. Baroness Braye, britische Peeress und Politikerin
- 1941: Nero Brandenburg, deutscher Moderator, Journalist, Sänger und Entertainer
- 1941: Edmund Stoiber, deutscher Verwaltungsjurist und Politiker, MdL, Minister, Ministerpräsident in Bayern, Kanzlerkandidat
- 1941: Charley Taylor, US-amerikanischer American-Football-Spieler
- 1942: Donna Leon, US-amerikanische Schriftstellerin
- 1943: Traudl Hecher, österreichische Skirennläuferin
- 1943: Nick St. Nicholas, deutscher Musiker
- 1943: Win Percy, britischer Autorennfahrer
- 1943: J. T. Walsh, US-amerikanischer Schauspieler

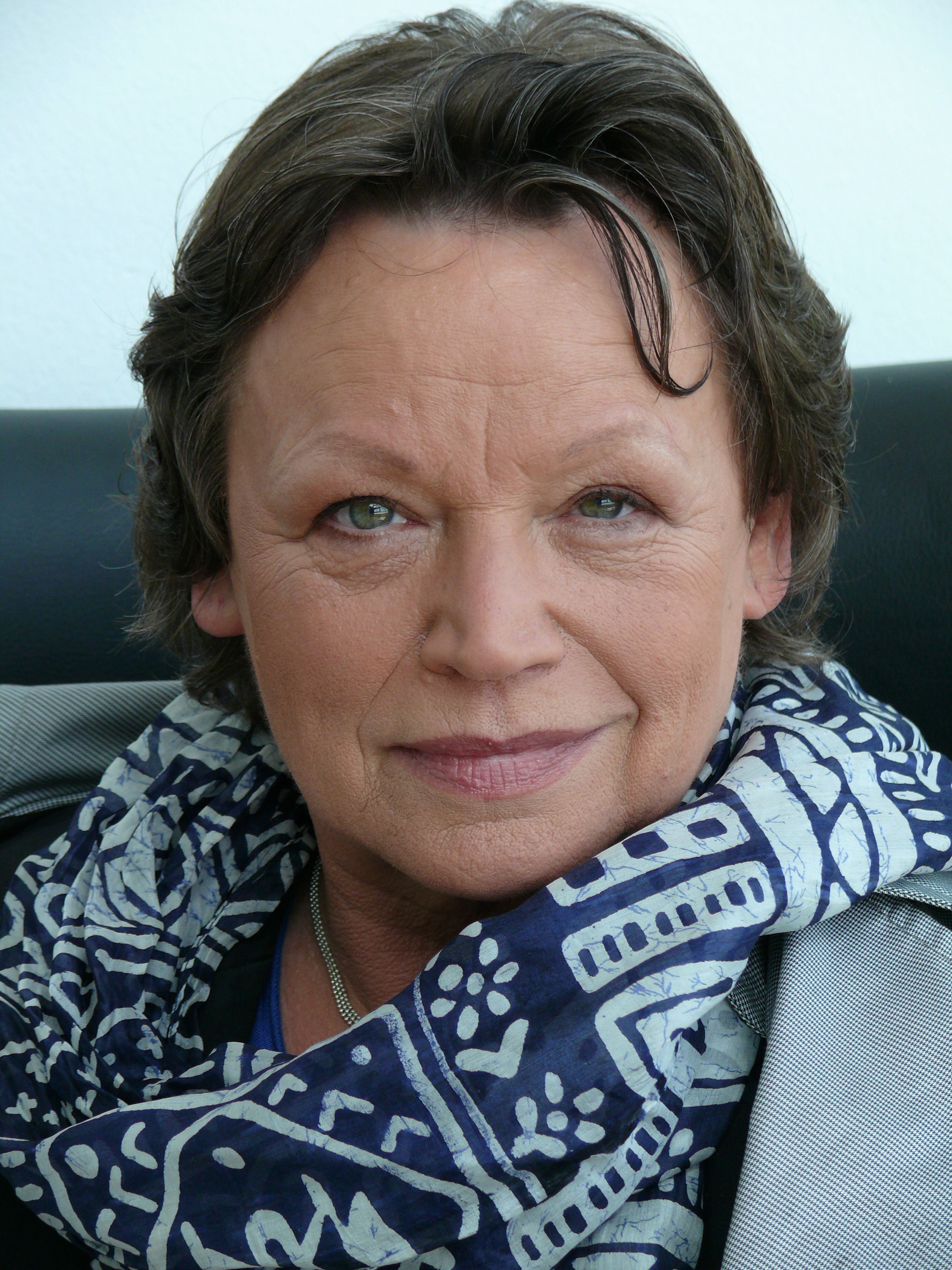
Ursula Werner (* 1943)

- 1943: Ursula Werner, deutsche Schauspielerin
- 1944: Thomas Graf, österreichischer Virologe und Krebsforscher
- 1944: Ameli Koloska, deutsche Leichtathletin
- 1944: Miloš Zeman, tschechischer Ministerpräsident
- 1945: Jörg Draeger, deutscher Fernsehmoderator
- 1945: Marielle Goitschel, französische Skirennläuferin
- 1946: Jean-Claude Ferrarin, französischer Autorennfahrer
- 1946: Kenneth Knudsen, dänischer Jazzmusiker
- 1946: Helen Shapiro, britische Sängerin
- 1946: Manfred Weinreich, deutscher Ruderer
- 1947: Herbert Haupt, österreichischer Politiker
- 1948: Franz-Karl Effenberg, österreichischer Politiker
- 1950: William Barton, US-amerikanischer Schriftsteller
- 1950: John Sayles, US-amerikanischer Schriftsteller und Schauspieler
- 1950: Peter Timm, deutscher Regisseur

#### 1951–1975
- 1951: Luciano Castelli, Schweizer Maler, Grafiker, Fotograf und Bildhauer
- 1951: Jim Diamond, britischer Sänger
- 1952: Sylvia Kristel, niederländische Schauspielerin
- 1952: Lenny Solomon, kanadischer Jazzgeiger, Arrangeur und Komponist
- 1953: Birgit Edenharter, deutsche Schauspielerin
- 1953: Gerold Reichenbach, deutscher Politiker, MdB

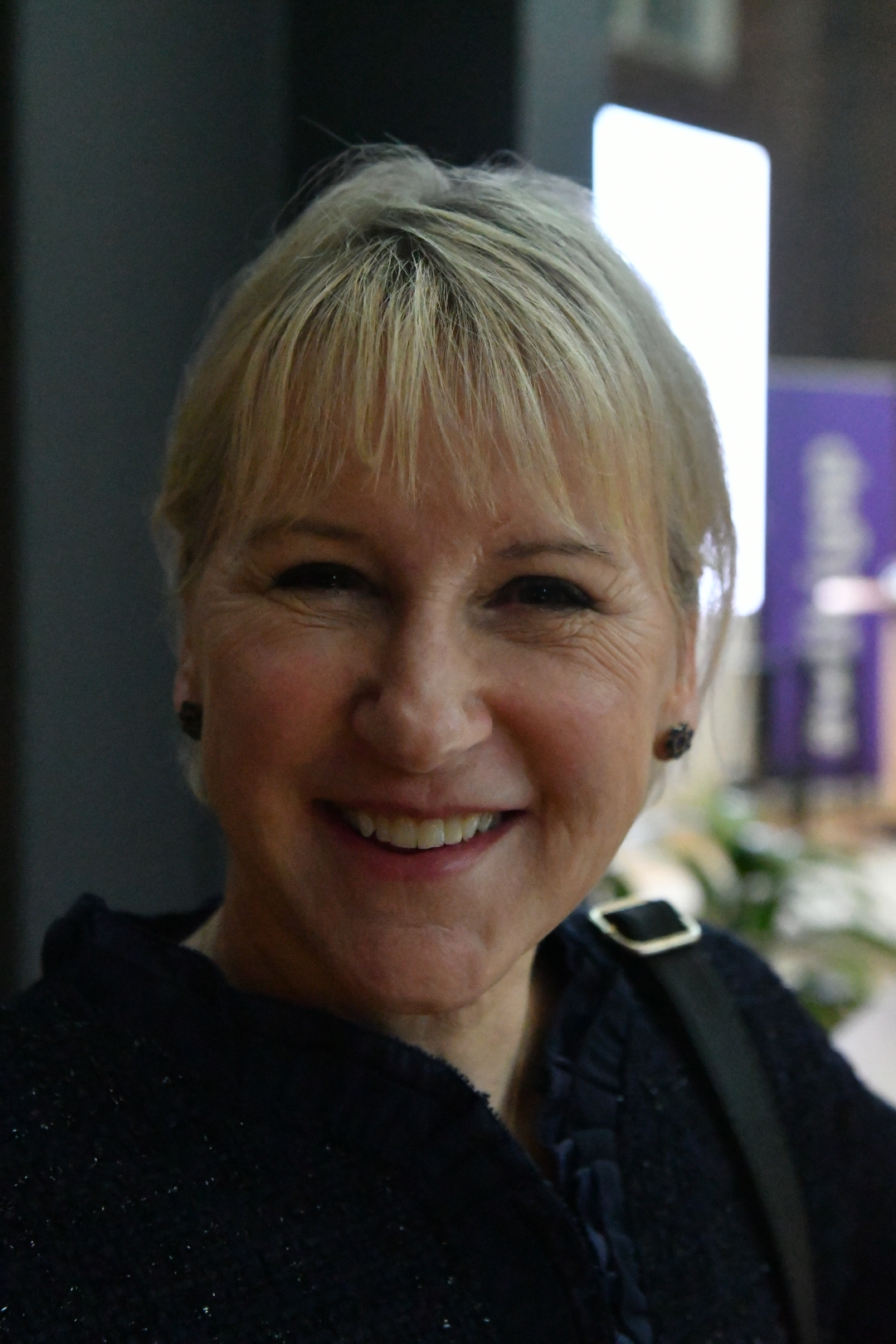
Margot Wallström (* 1954)

- 1954: Margot Wallström, schwedische Politikerin
- 1955: Kenny Kirkland, US-amerikanischer Jazzpianist
- 1956: Paul Achleitner, österreichischer Banker
- 1957: Hubert Steiner, österreichischer Historiker
- 1957: Hans Bjarne Thomsen, dänischer Kunsthistoriker
- 1957: Wolfgang Tomböck, österreichischer Hornist
- 1959: Laura Bruce, US-amerikanische Künstlerin
- 1959: Ron Fellows, kanadischer Autorennfahrer und Unternehmer
- 1960: Mehmed Baždarević, jugoslawischer Fußballspieler und bosnisch-herzegowinischer Fußballtrainer

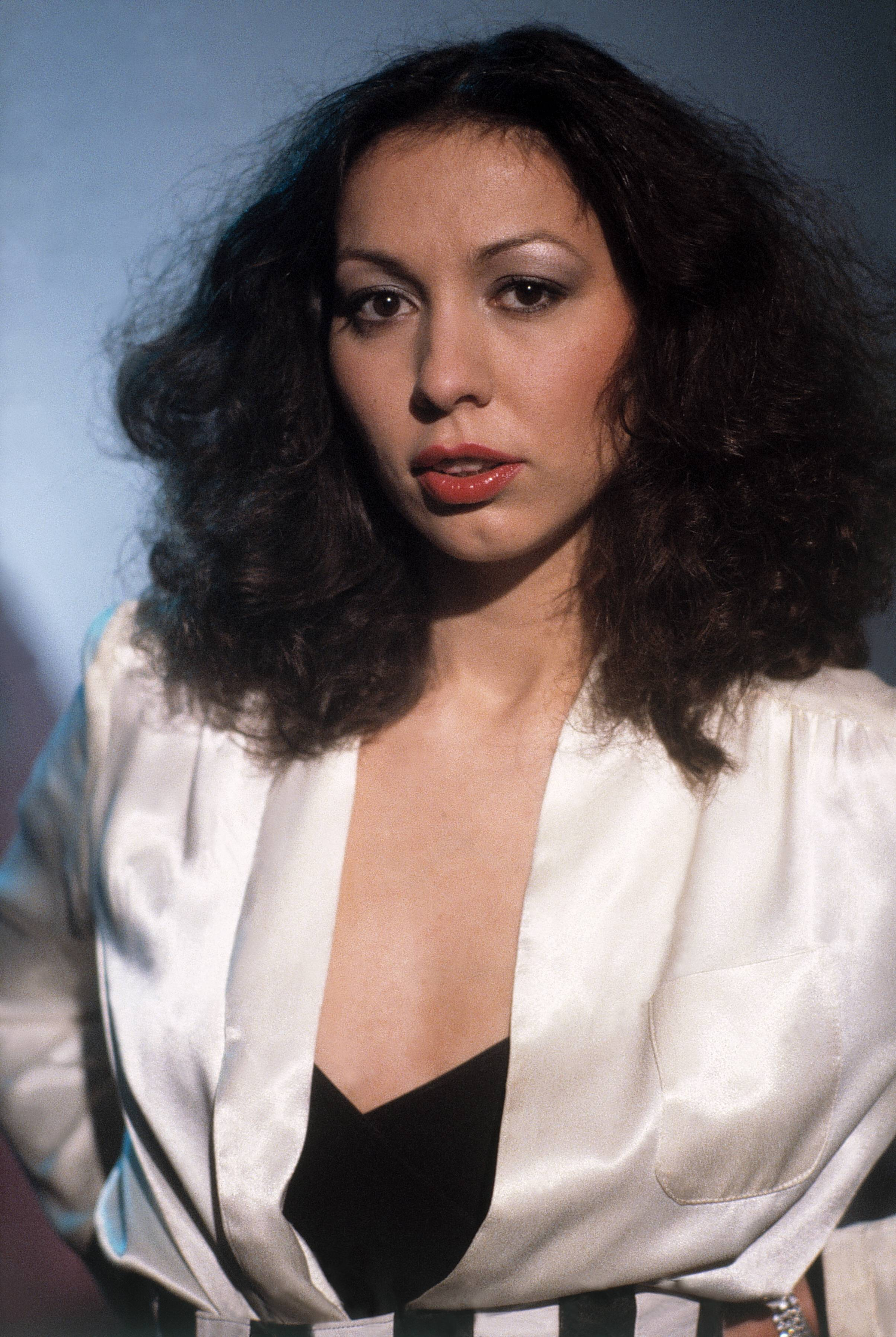
Jennifer Rush (* 1960)

- 1960: Jennifer Rush, US-amerikanische Rock- und Popsängerin
- 1961: Jordanka Donkowa, bulgarische Leichtathletin, Olympiasiegerin
- 1961: Tineke Strik, niederländische Politikerin
- 1962: Stellan Brynell, schwedischer Schachspieler
- 1962: Fred Merkel, US-amerikanischer Motorradrennfahrer
- 1962: Dietmar Schacht, deutscher Fußballspieler und derzeitiger -trainer
- 1962: Wolfram Wagner, österreichischer Komponist und Flötist
- 1963ː Regine Leibinger, deutsche Architektin
- 1963: Wolfgang Wagner, deutscher Schauspieler und Synchronsprecher
- 1964ː Ise Bosch, deutsche Gründerin, Geschäftsführerin und Erbin sowie Enkelin von Robert Bosch, LGBT-Aktivistin
- 1964: Gregor Fisken, britischer Unternehmer und Autorennfahrer
- 1964: Michael Stürzenberger, deutscher Rechtspopulist
- 1965: Ginger Fish, US-amerikanischer Schlagzeuger (Marilyn Manson)
- 1965: Peter Sendscheid, deutscher Fußballspieler
- 1965: Hans Ulrik, dänischer Jazzsaxophonist und Bandleader
- 1966: Maria Canals-Barrera, US-amerikanische Schauspielerin
- 1966: Leilani Sarelle, US-amerikanische Schauspielerin
- 1966: Dirc Simpson, deutscher Schauspieler
- 1967: Mira Sorvino, US-amerikanische Schauspielerin
- 1967: Diego Moltrer, italienischer Politiker, Regionalratspräsident

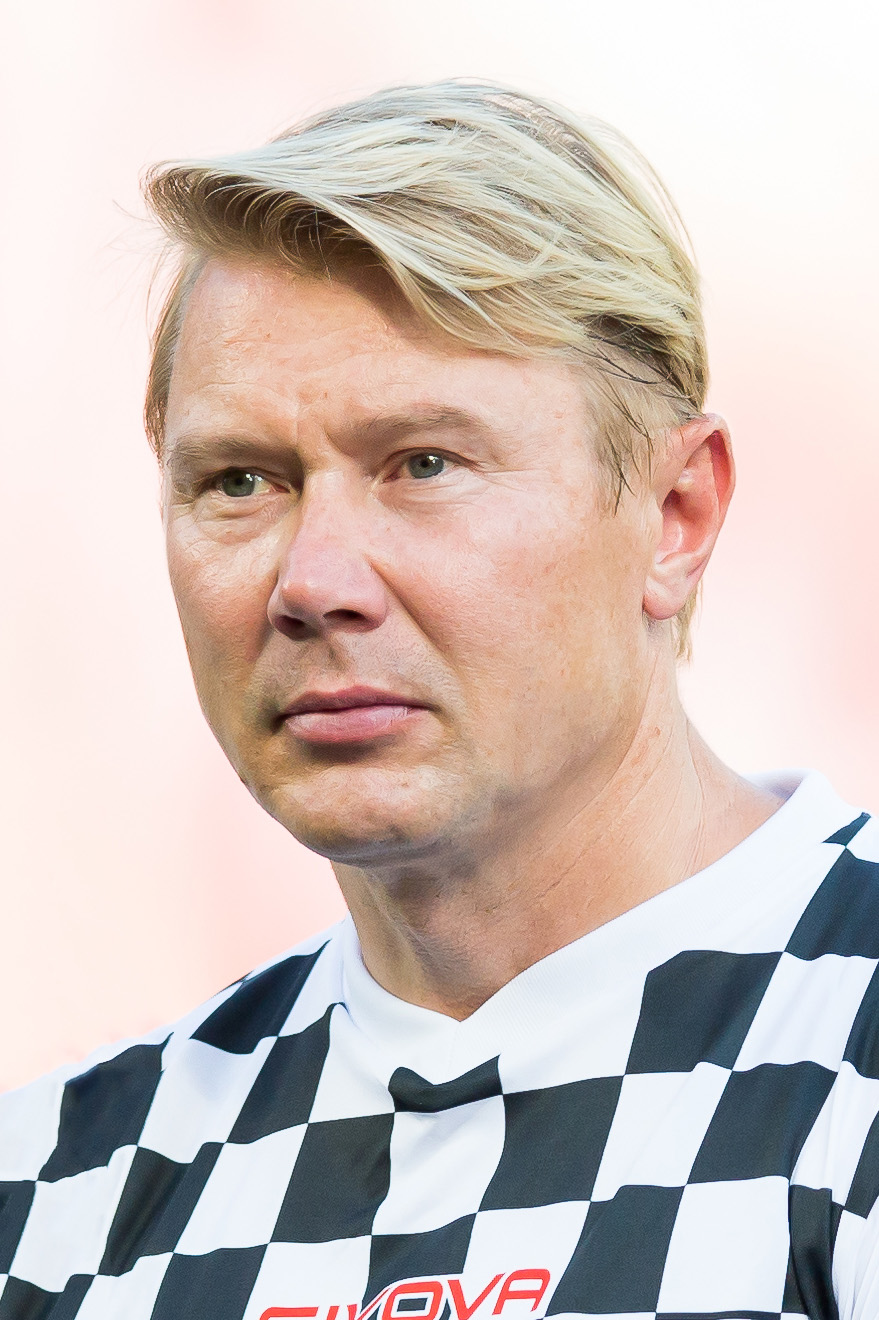
Mika Häkkinen (* 1967)

- 1968: Mika Häkkinen, finnischer Automobilrennfahrer, zweimaliger Formel-1-Weltmeister
- 1968: Rob Moroso, US-amerikanischer Rennfahrer
- 1968: Carré Otis, US-amerikanisches Fotomodell und Schauspielerin
- 1968: Johannes F. Sievert, deutscher Filmregisseur
- 1968: Naomi Watts, US-amerikanische Schauspielerin
- 1969: Ines Arland, deutsche Journalistin und Moderatorin
- 1969: Julia Obertreis, deutsche Historikerin
- 1970: Fırat Arslan, deutscher Boxer
- 1970: Kimiko Date, japanische Tennisspielerin
- 1971: Joseph Arthur, US-amerikanischer Sänger und Gitarrist
- 1971: André Wendt, deutscher Politiker
- 1972: Alexander Baumgärtel, deutscher Eisschnellläufer
- 1972: Claudemir Vítor Marques, brasilianischer Fußballspieler

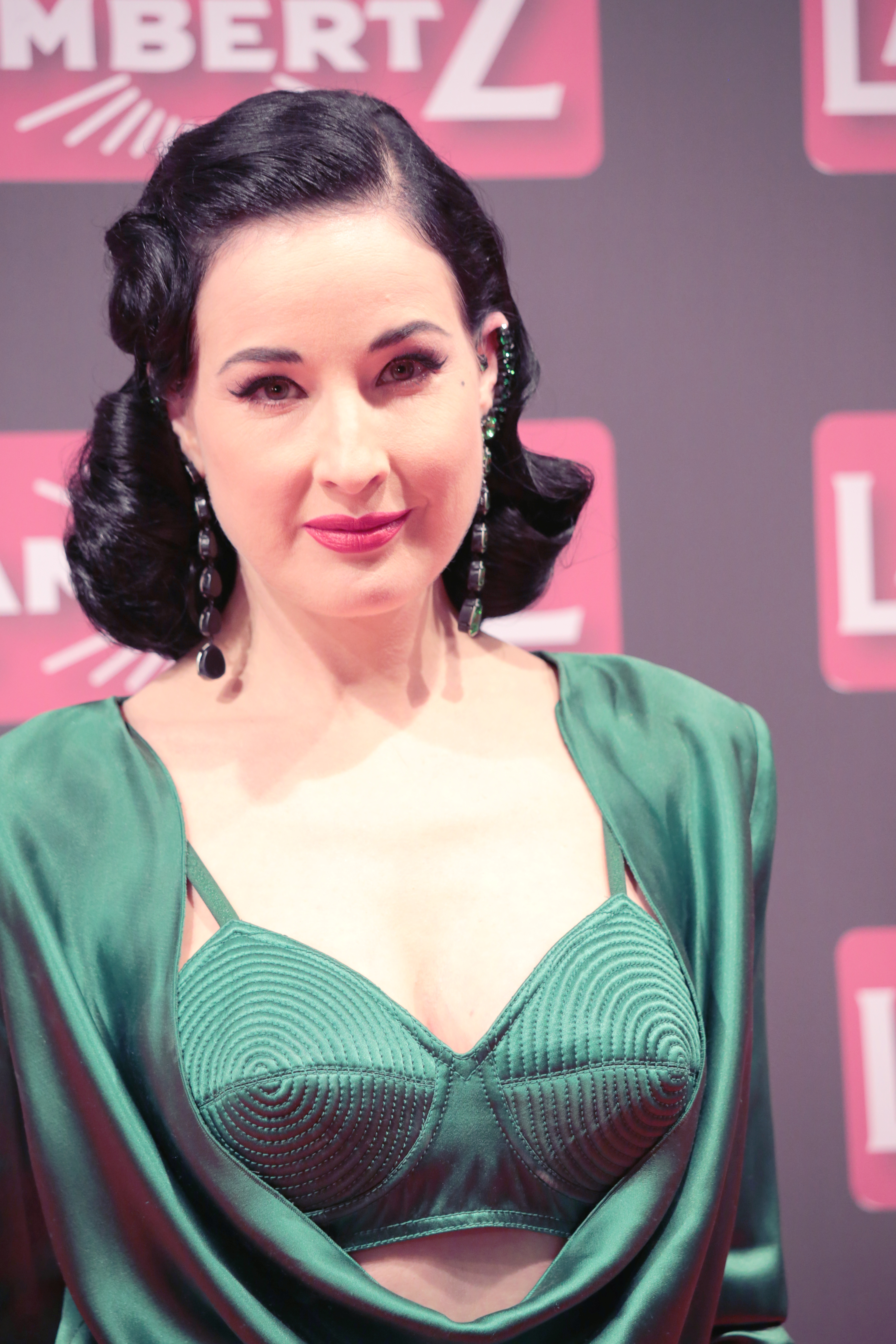
Dita Von Teese (* 1972)

- 1972: Dita Von Teese, US-amerikanische Vertreterin des New Burlesque, Covergirl, Aktmodell und Schauspielerin
- 1973: Cornelius Hartz, deutscher Schriftsteller
- 1974: Muhammad al-Dschahani, saudi-arabischer Fußballspieler
- 1974: Marija Alexandrowna Kisseljowa, russische Synchronschwimmerin und dreifache Olympiasiegerin
- 1974: Martyna Wojciechowska, polnische Moderatorin
- 1975: Ana Brnabić, serbische Politikerin
- 1975: Theodor Burkali, ungarischer Komponist und Klarinettist

#### 1976–2000
- 1976: Frank von Behren, deutscher Handballspieler
- 1977: Lounès Gaouaoui, algerischer Fußballspieler

- 1978: Bushido, deutscher Rapper

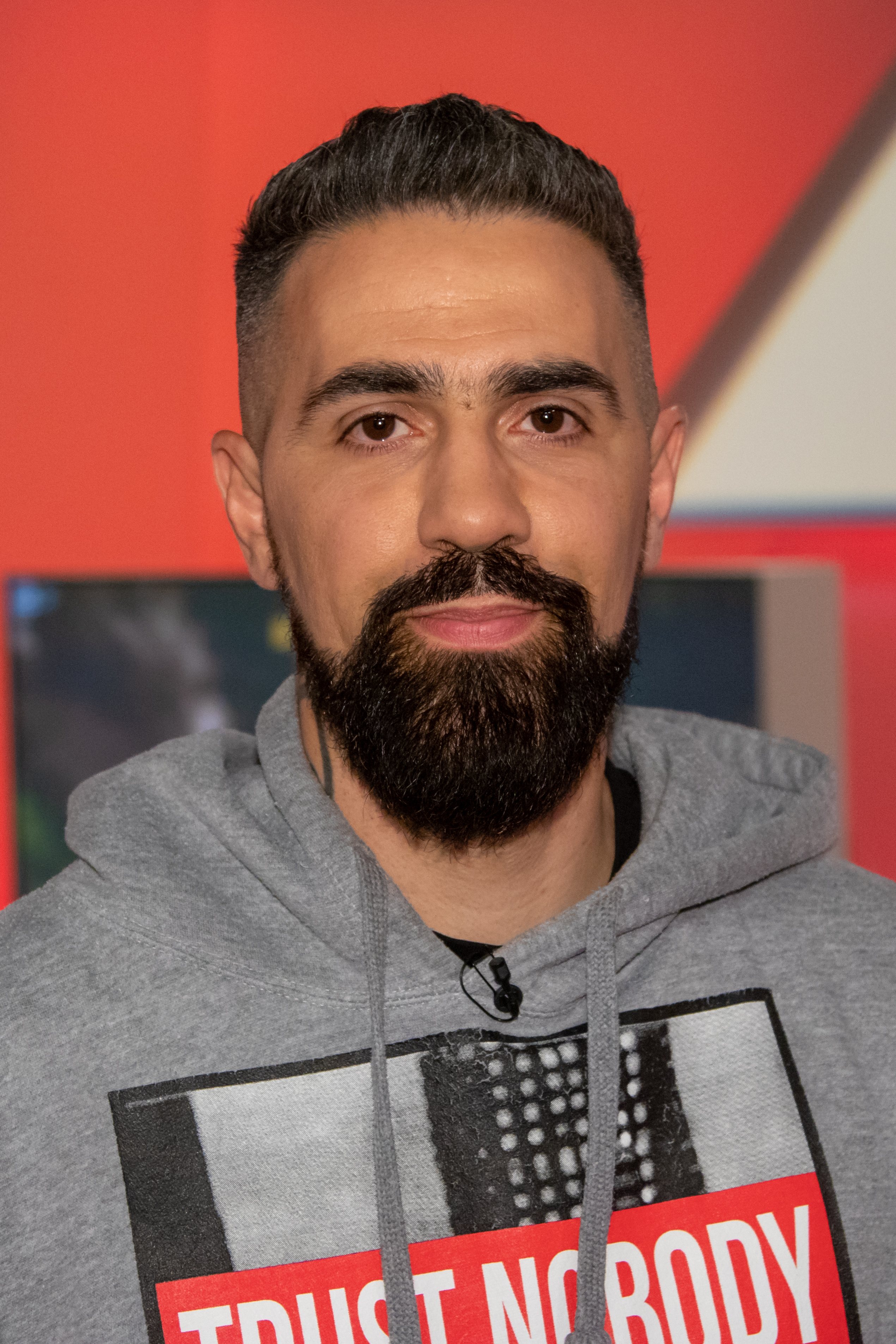
Bushido (* 1978)

- 1978: Marzena Godecki, polnisch-australische Schauspielerin
- 1979: Bam Margera, US-amerikanischer Skateboarder und Schauspieler
- 1981: David Baas, US-amerikanischer American-Football-Spieler
- 1981: Willy Caballero, argentinischer Fußballspieler
- 1981: Jerrika Hinton, US-amerikanische Schauspielerin
- 1981: Mauro Iván Óbolo, argentinischer Fußballspieler
- 1982: Alexander Gennadjewitsch Anjukow, russischer Fußballspieler
- 1982: Takeshi Aoki, japanischer Fußballspieler
- 1982: César Andrés Carignano, argentinischer Fußballspieler
- 1982: Stefan Haschke, deutscher Schauspieler und Hörspielsprecher

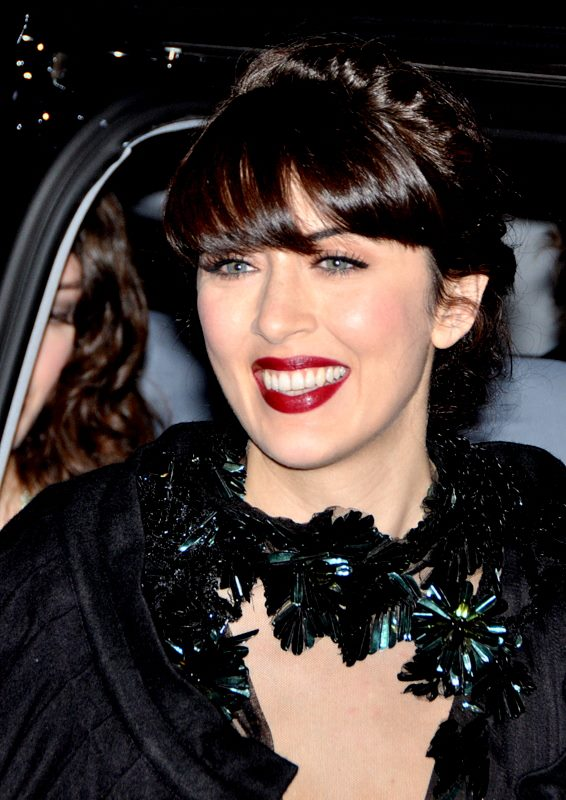
Nolwenn Leroy (* 1982)

- 1982: Nolwenn Leroy, französische Sängerin, Songwriterin und Musikerin
- 1982: Ruben Martini, deutscher Jurist
- 1982: Kate Reed, britische Langstreckenläuferin
- 1983: Michael Kraus, deutscher Handballspieler
- 1983: Olfert Molenhuis, niederländischer Langstreckenläufer
- 1983: Addy-Waku Menga, kongolesischer Fußballspieler
- 1983: Marie Schöneburg, deutsche Schauspielerin
- 1983: Sarah Wright, US-amerikanische Schauspielerin und Model
- 1984: Andreas Attenberger, deutscher Eishockeyspieler
- 1984: Melody Thornton, US-amerikanische Sängerin (Pussycat Dolls)
- 1984: Mathieu Valbuena, französischer Fußballspieler

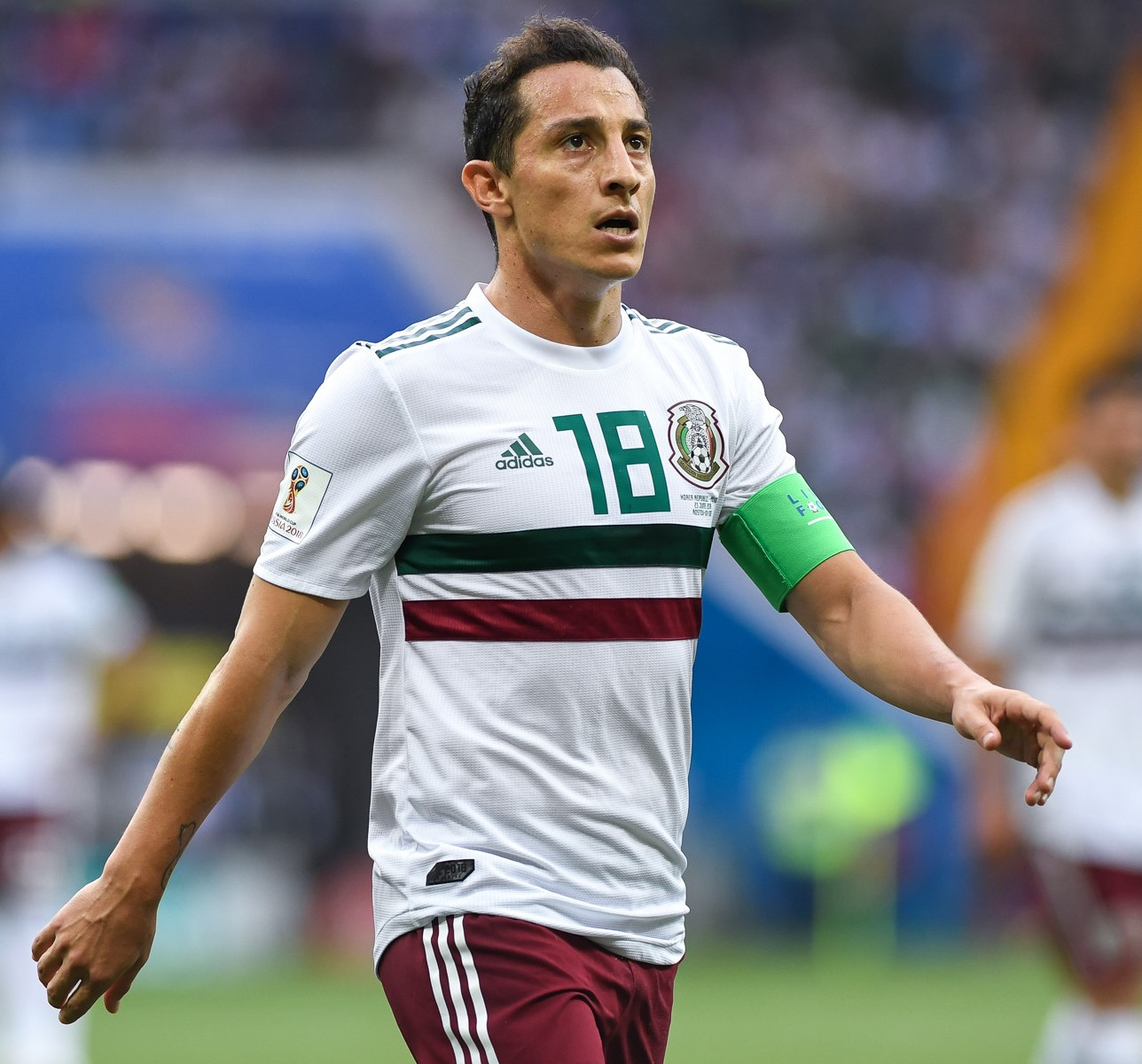
Andrés Guardado (* 1986)

- 1986: Andrés Guardado, mexikanischer Fußballspieler
- 1986: Bernd Nehrig, deutscher Fußballspieler
- 1987: Maria Bartusz, polnische Badmintonspielerin
- 1987: Terence Crawford, US-amerikanischer Boxer
- 1987: Hilary Duff, US-amerikanische Schauspielerin
- 1988: Marin Čilić, kroatischer Tennisspieler
- 1988: Corentin Fila, französischer Schauspieler
- 1989: Alligatoah, deutscher Musiker
- 1989: Darius Johnson-Odom, US-amerikanischer Basketballspieler
- 1989: Amandine Henry, französische Fußballerin
- 1989: Arty, russischer Trance-DJ und -Produzent

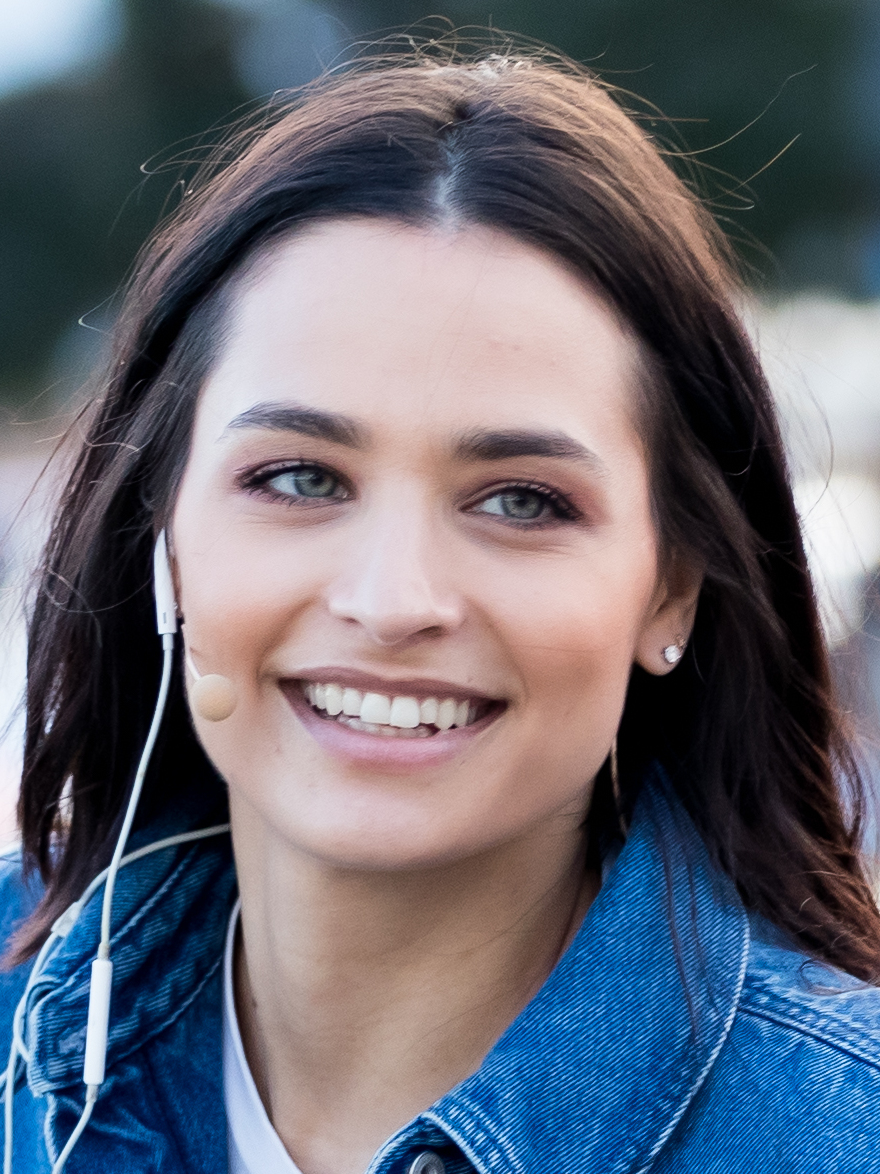
Amira Aly (* 1992)

- 1992: Amira Aly, österreichische Moderatorin
- 1992: Skye McCole Bartusiak, US-amerikanische Schauspielerin
- 1992: Paweł Niewrzawa, polnischer Handballspieler
- 1993: Franziska Schubert, deutsche Skispringerin
- 1994: Simon Hald Jensen, dänischer Handballspieler
- 1994: Corinne Suter, Schweizer Skirennfahrerin
- 1997: Xaver Schlager, österreichischer Fußballspieler
- 1998: Alessandro Covi, italienischer Radrennfahrer

### 21. Jahrhundert

#### 2001–2025
- 2003: Gaëtan Paturel, französischer Biathlet
- 2009: Marius De Saeger, belgischer Schauspieler
- 2009: Cavan Sullivan, US-amerikanischer Fußballspieler

## Gestorben

### Vor dem 16. Jahrhundert
- 0048 v. Chr.: Gnaeus Pompeius Magnus, römischer Feldherr und Politiker
- 0929: Wenzel I. Herzog von Böhmen
- 1057: Otto III., Graf an der unteren Altmühl (Kelsgau), Markgraf im Nordgau, Graf an der unteren Naab, Herzog von Schwaben
- 1068: Werner I., Abt von St. Blasien
- 1088: Hermann von Salm, deutscher Gegenkönig
- 1105: Simon, Herrscher von Sizilien und ältester Sohn Rogers I.
- 1168: Konrad II. von Babenberg, Bischof von Passau und Erzbischof von Salzburg
- 1178: Evergis, Bischof von Paderborn
- 1193: Robert de Sablé, Großmeister des Templerordens

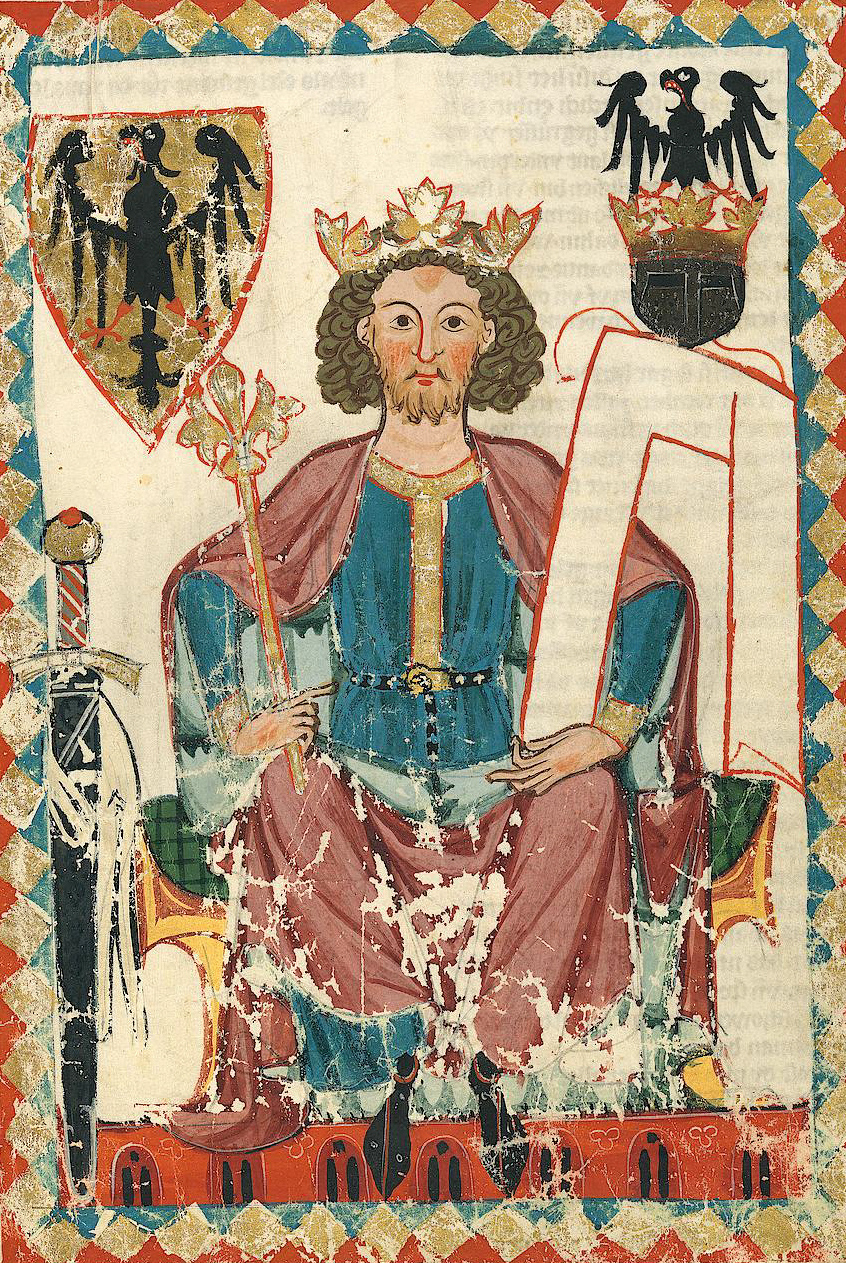
Heinrich VI. († 1197)

- 1197: Heinrich VI., Kaiser des Heiligen Römischen Reichs
- 1206: Ulrich I. von Wettin, deutscher Adliger
- 1213: Gertrud von Andechs, Gräfin von Andechs-Meran und Königin von Ungarn
- 1225: Nikolaus II., Herr von Gadebusch
- 1261: Konrad von Hochstaden, Erzbischof von Köln
- 1330: Elisabeth, letzte böhmische Königin aus dem Geschlecht der Přemysliden
- 1349: Katharina von Habsburg, Herrin von Coucy, Gräfin von Hardegg und Burggräfin von Magdeburg
- 1354: François Prévôt, Bischof von Lausanne
- 1366: Gerhard II. von Schauenburg, Bischof von Minden

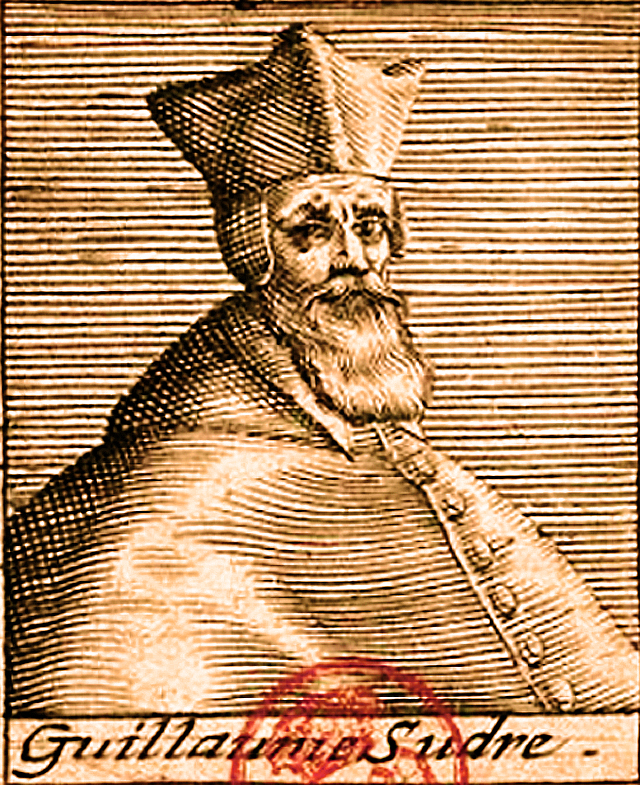
Guillaume Sudre († 1373)

- 1373: Guillaume Sudre, französischer Bischof und Kardinal
- 1381: Taddea Visconti, Herzogin von Bayern
- 1396: Heinrich II. von Montfaucon, Herr von Orbe, Echallens, Oron, Palézieux und Montagny-le-Corbe
- 1403: Albrecht II., Graf von Holstein
- 1404: Johann II., Graf von Auvergne und Boulogne
- 1410: Johann Sokol von Lamberg, mährischer Heerführer in der Schlacht bei Tannenberg
- 1411: Zbynko Zajíc von Hasenburg, böhmischer Adliger und Erzbischof von Prag
- 1429: Cimburgis von Masowien, österreichische Herzogin
- 1433: Olivier de Châtillon, Graf von Penthièvre, Vizegraf von Limoges, Herr von Avesnes, Landrecies etc.
- 1433: Přemysl I., Herzog von Troppau und Leobschütz
- 1487: Keckhans von Gemmingen, kurpfälzischer Adeliger und Heerführer

### 16. bis 18. Jahrhundert
- 1501: Jean Cordier, niederländischer Tenorsänger
- 1529: Adolf Clarenbach, deutscher protestantischer Reformator und Märtyrer
- 1543: Georg von Kunheim der Ältere, preußischer Verwaltungsbeamter und politischer Berater von Herzog Albrecht von Preußen
- 1567: Hans Staininger, bärtiger Stadthauptmann von Braunau am Inn

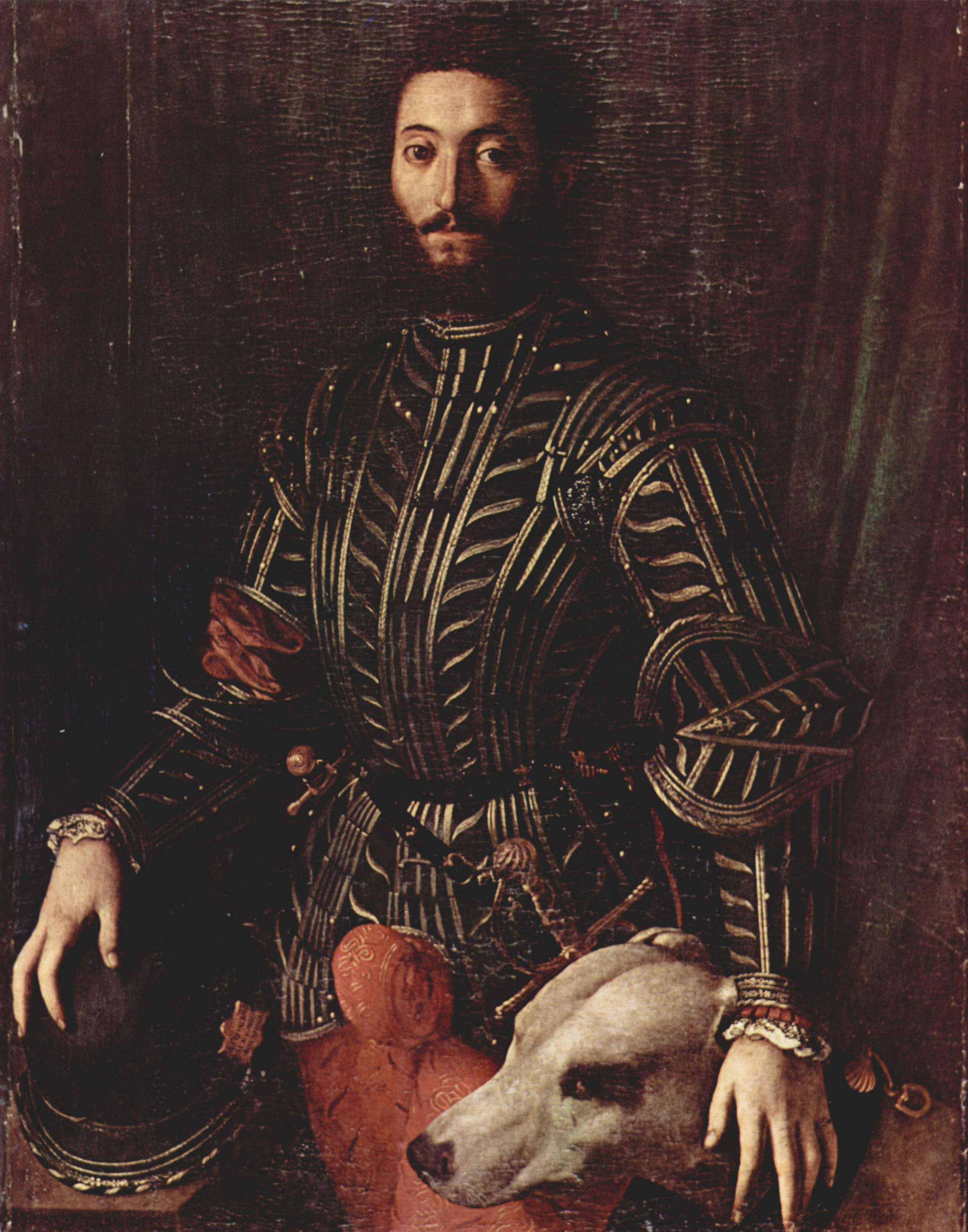
Guidobaldo II. della Rovere († 1574)

- 1574: Guidobaldo II. della Rovere, Herzog von Urbino
- 1582: George Buchanan, schottischer Philosoph und Historiker
- 1597: Hendrick van den Broeck, flämischer Maler und Kupferstecher
- 1601: Aert Mytens, flämischer Maler
- 1607: Heinrich Maius, deutscher evangelischer Theologe
- 1608: Henri de Joyeuse, französischer Kapuziner, Heerführer und Marschall von Frankreich
- 1612: Ernst Soner, deutscher Mediziner und Philosoph
- 1613: Ernst, Markgraf von Brandenburg
- 1620: Sidonia von Borcke, pommersche Adelige, Opfer der Hexenverfolgungen
- 1623: Johann Georg, Fürst von Hohenzollern-Hechingen
- 1652: Jan Asselijn, niederländischer Landschafts- und Historienmaler

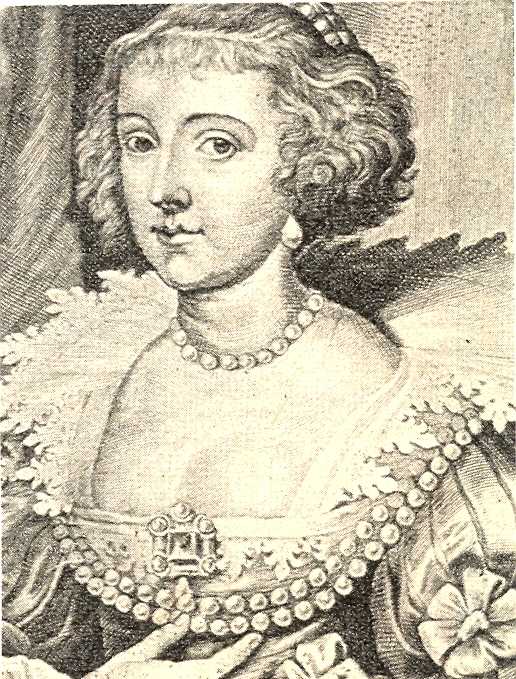
Emilia Secunda Antwerpiana von Oranien-Nassau († 1657)

- 1657: Emilia Secunda Antwerpiana von Oranien-Nassau, Pfalzgräfin von Zweibrücken-Landsberg
- 1663: Jakym Somko, Hetman der linksufrigen Ukraine
- 1670: Alexander Morus, französisch-schottischer evangelischer Geistlicher und Hochschullehrer
- 1673: Herman Fleming, schwedischer Politiker
- 1678: Maurizio Cazzati, italienischer Komponist
- 1687: Francesco della Torre, königlich Prager Hofsteinmetzmeister
- 1687: François Turrettini, Schweizer Theologe
- 1697: Christian Flor, deutscher Komponist und Organist
- 1704: Jacob Henning, deutscher evangelischer Theologe
- 1724: Joaquín de Churriguera, spanischer Bildhauer und Architekt

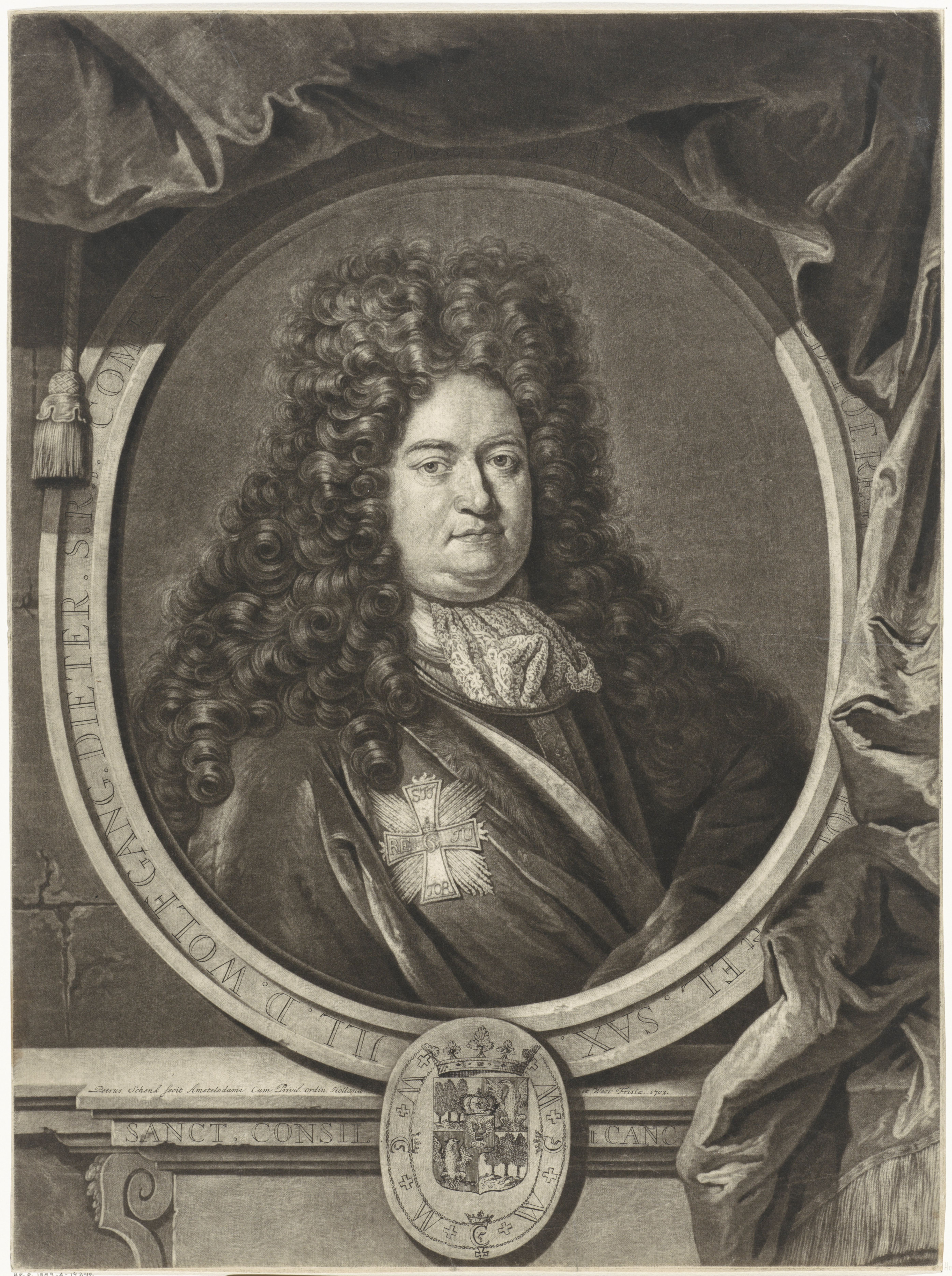
Wolf Dietrich von Beichlingen († 1725)

- 1725: Wolf Dietrich von Beichlingen, Großkanzler und Oberhofmarschall des Kurfürsten von Kursachsen
- 1747: Philipp Ludwig von Sinzendorf, Bischof von Raab und Fürstbischof von Breslau
- 1749: Christian von Schwarzburg-Sondershausen, Fürst von Schwarzburg-Sondershausen
- 1765: Giampietro Zanotti, italienischer Maler, Radierer, Dichter und Kunsthistoriker
- 1767: Friedrich Carl zu Stolberg-Gedern, Fürst von Gedern
- 1789: Thomas Day, englischer Schriftsteller
- 1797: Gunning Bedford, US-amerikanischer Politiker, Gouverneur von Delaware
- 1797: Samuel Luther von Geret, deutscher Theologe, Jurist und Politiker

### 19. Jahrhundert
- 1805: Christoph Franz von Buseck, letzter Fürstbischof von Bamberg
- 1806: August von Sachsen-Gotha-Altenburg, Prinz aus der Linie Sachsen-Gotha-Altenburg
- 1807: Johann Friedrich August Kinderling, deutscher Philologe und Pfarrer
- 1810: John Archer, US-amerikanischer Politiker
- 1815: Nicolas Desmarest, französischer Geologe

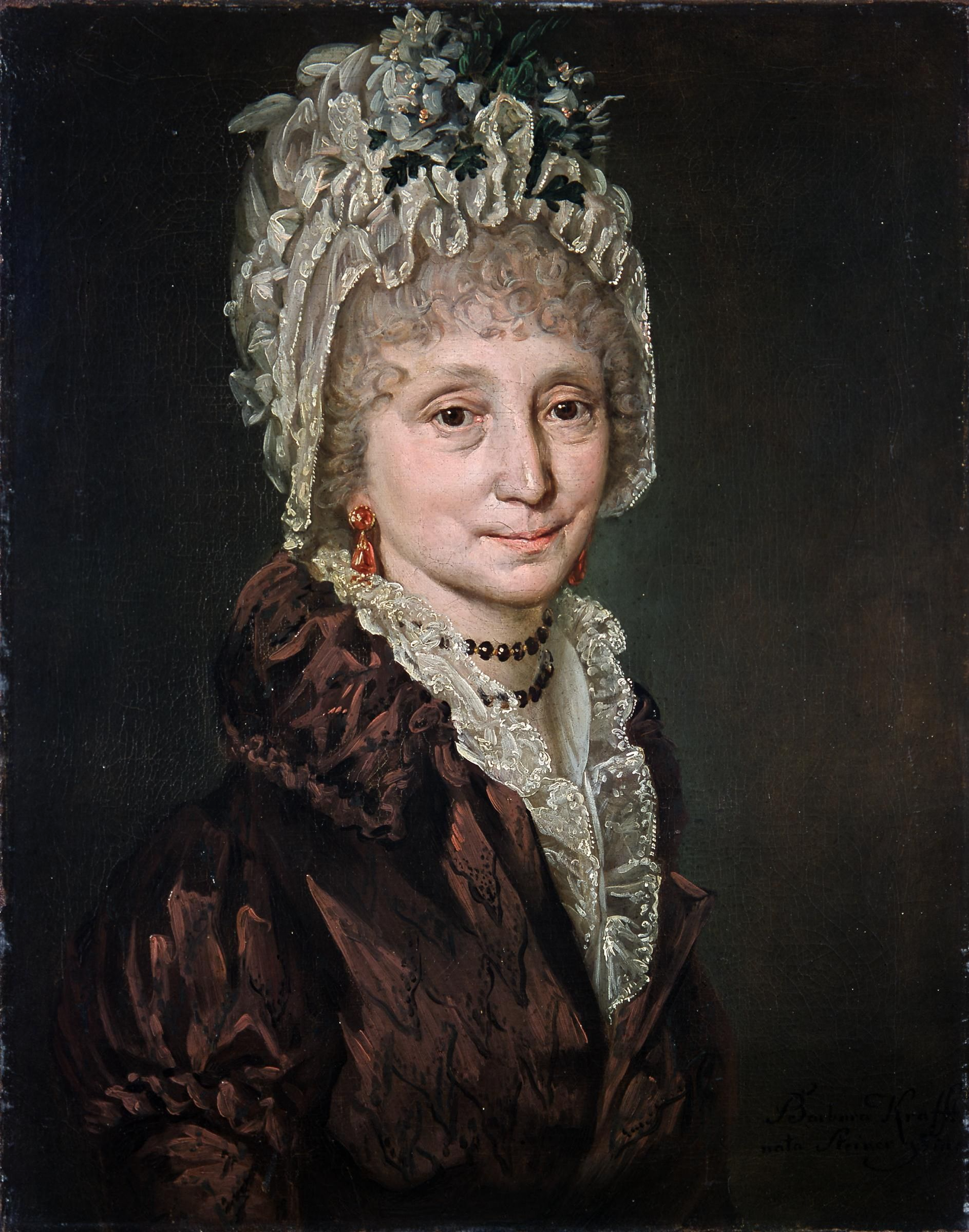
Barbara Krafft († 1825)

- 1825: Barbara Krafft, österreichische Malerin
- 1835: Benjamin Ames, US-amerikanischer Politiker
- 1838: Cay Wilhelm von Ahlefeldt, Propst des Damenstifts Kloster Preetz
- 1839: William Dunlap, US-amerikanischer Maler und Schriftsteller
- 1840: Claude-Emmanuel de Pastoret, französischer Politiker und Schriftsteller
- 1841: Johann Georg von Dillis, deutscher Maler
- 1843: Reinhold Bernhard Jachmann, deutscher Theologe und Pädagoge
- 1844: George FitzRoy, 4. Duke of Grafton, britischer Politiker
- 1850: Johann Philipp Krebs, deutscher Altphilologe
- 1852: Jehu Jones, US-amerikanischer Pastor

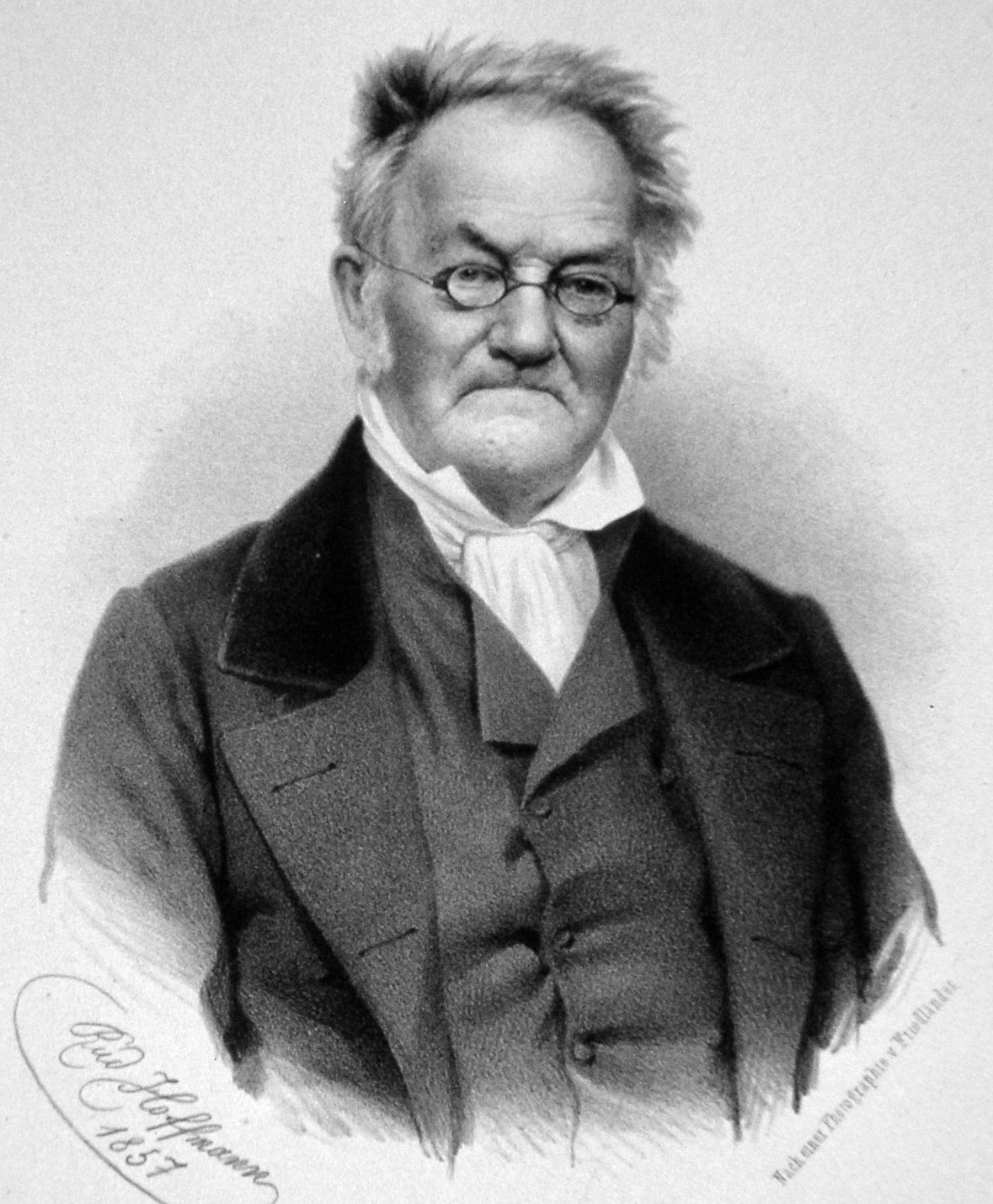
Carl Ritter († 1859)

- 1859: Carl Ritter, deutscher Geograf
- 1859: Philipp Spitta, deutscher Theologe und Dichter
- 1861: Amanz Kaspar Affolter, Schweizer Jurist und Politiker
- 1863: José Venancio López Requena, guatemaltekischer Politiker
- 1869: Guglielmo Libri, italienischer Mathematiker und Bücherdieb
- 1873: Émile Gaboriau, französischer Schriftsteller
- 1879: John Wise, US-amerikanischer Ballonfahrer
- 1884ː Maria Kraftman, finnlandschwedische Schriftstellerin
- 1888: Carl Giesecke, deutscher Orgelbauer
- 1890: Ludwig zu Bentheim und Steinfurt, Fürst zu Bentheim und Steinfurt
- 1891: Rudolph Garrigue, deutsch-amerikanischer Buchhändler und Versicherungsvorstand

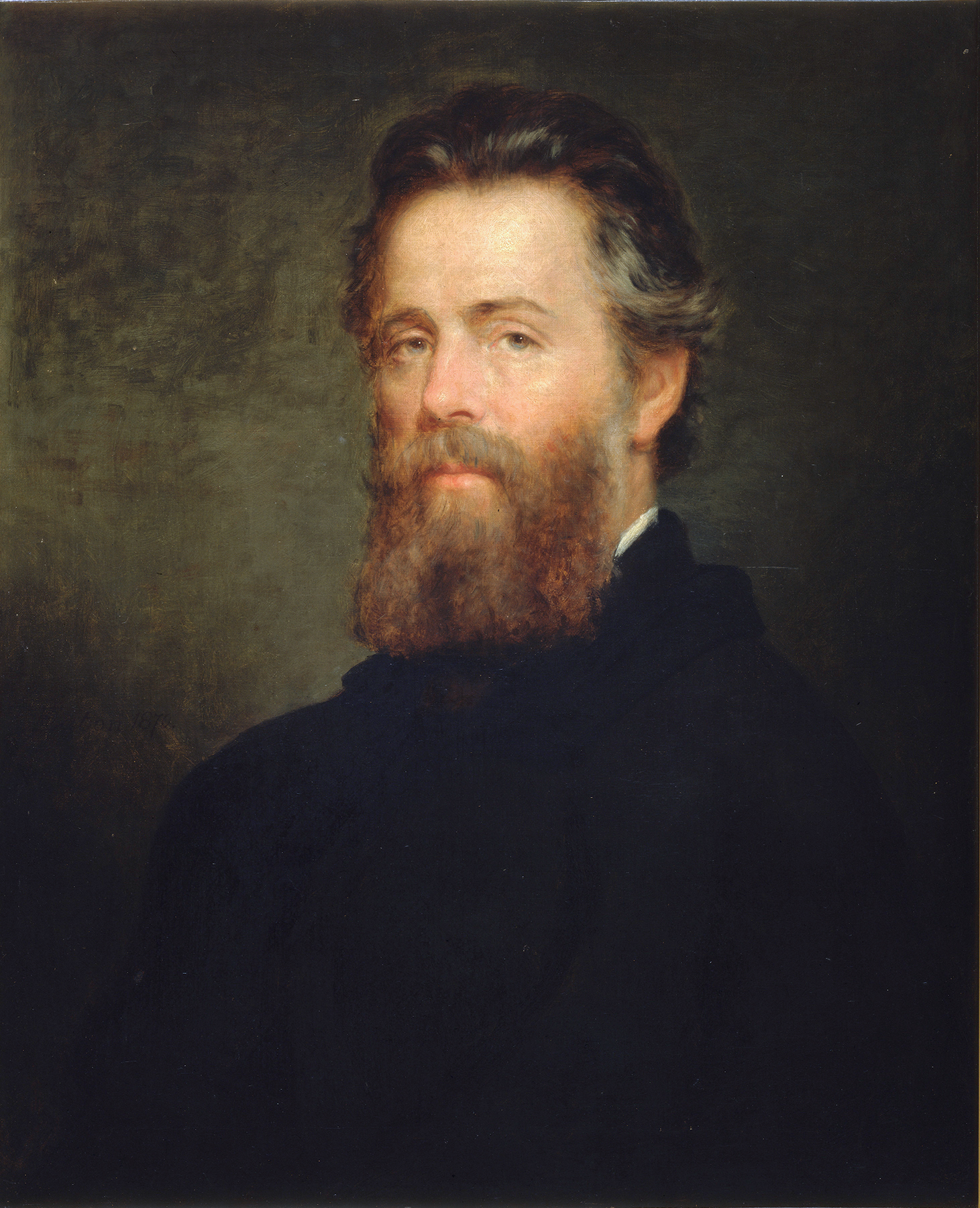
Hermann Melville († 1891)

- 1891: Herman Melville, US-amerikanischer Schriftsteller, Dichter und Essayist
- 1891: Ida zu Schaumburg-Lippe, deutsche Adelige
- 1892: Konrad Adolf Hallenstein, deutscher Schauspieler
- 1895: Louis Pasteur, französischer Chemiker, Pionier der Mikrobiologie
- 1898: Tan Sitong, chinesischer Politiker, Denker und Reformer
- 1899: Giovanni Segantini, italienisch-schweizerischer Maler des Symbolismus

### 20. Jahrhundert

#### 1901–1950
- 1901: Emil Goetze, deutscher Tenor
- 1902: Iosif Ivanovici, rumänischer Komponist
- 1906: Karl Emich zu Leiningen-Westerburg-Neuleiningen, deutscher Graf von Leiningen und Husarenoffizier

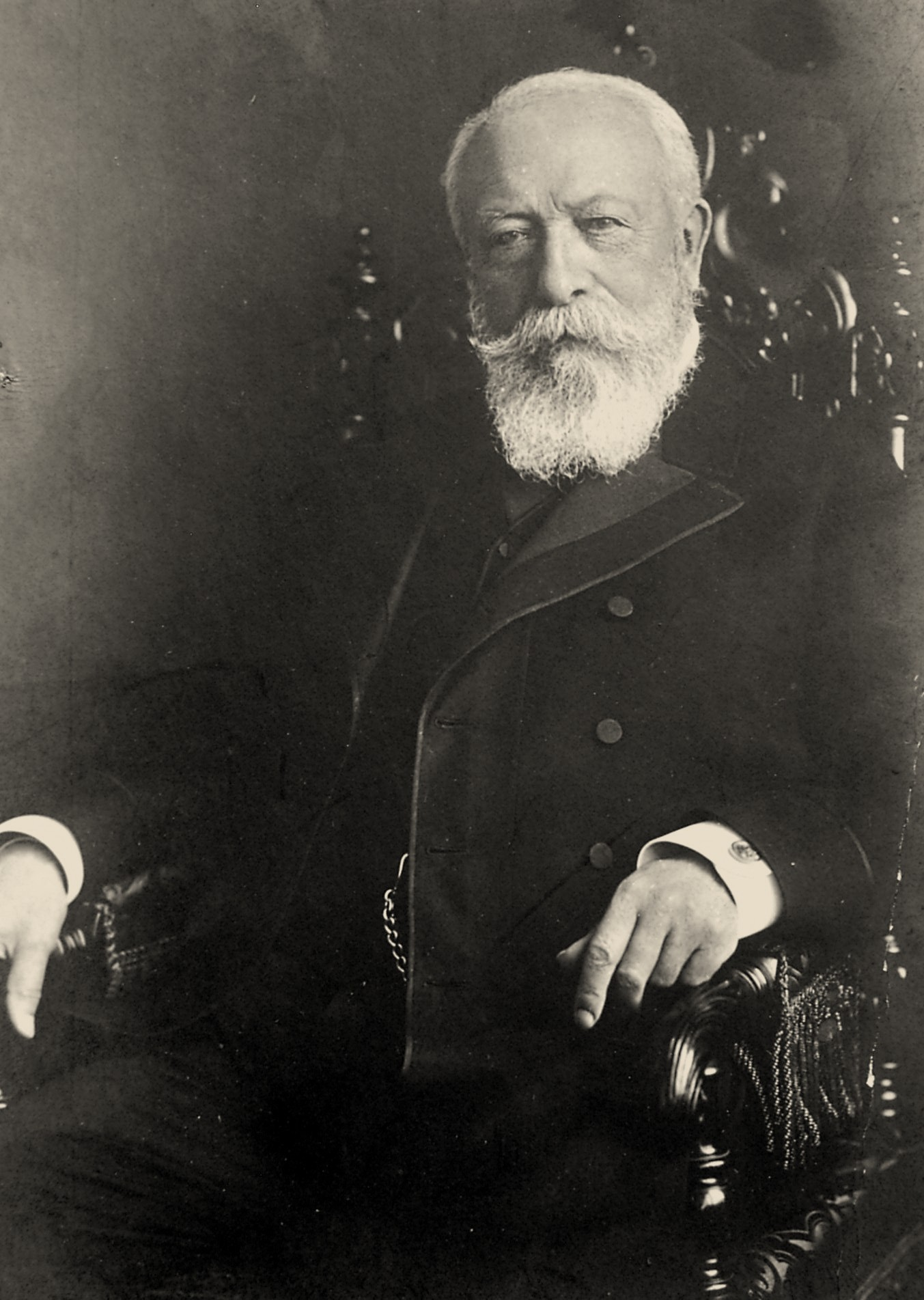
Friedrich I. († 1907)

- 1907: Friedrich I., Großherzog von Baden
- 1909: Friedrich Colin, deutscher Kaufmann
- 1914: Conrad Wilhelm Kambli, Schweizer evangelischer Geistlicher
- 1914: Stevan Stojanović Mokranjac, serbischer Komponist und Musikpädagoge
- 1915: Saitō Hajime, Anführer der dritten Abteilung der Shinsengumi
- 1918: Eduard von Keyserling, deutscher Schriftsteller und Dramatiker des Impressionismus
- 1921: Ludwig Forrer, Schweizer Politiker, Bundesrat
- 1921: Oskar Panizza, deutscher Arzt und Schriftsteller
- 1922: William J. Seymour, US-amerikanischer Prediger
- 1923: Ferdinand Hanusch, österreichischer Sozialreformer
- 1927: Willem Einthoven, niederländischer Mediziner, Nobelpreis für Medizin
- 1935: Italo Azzoni, italienischer Komponist, Pianist, Dirigent und Musikpädagoge

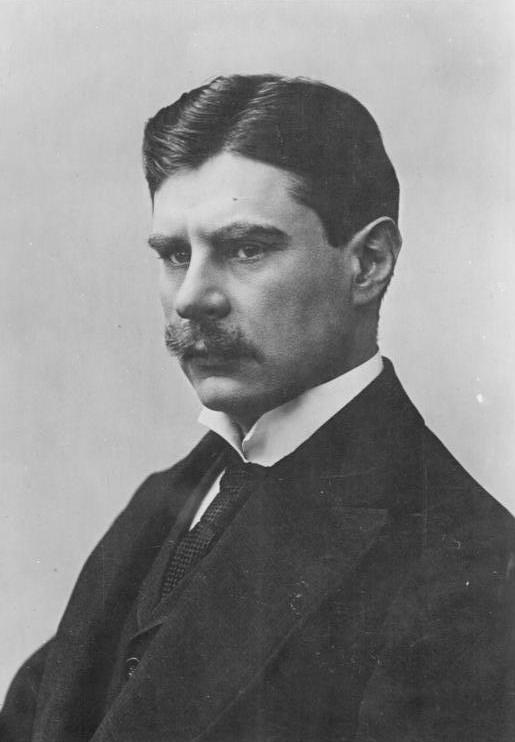
Hans Baluschek († 1935)

- 1935: Hans Baluschek, deutscher Maler, Graphiker und Schriftsteller
- 1935: William K. L. Dickson, schottischer Ingenieur und Erfinder
- 1936: Hans Affolter, Schweizer Jurist und Politiker
- 1937: Fridolin Suter, Schweizer römisch-katholischer Geistlicher
- 1938: Joseph H. Acklen, US-amerikanischer Politiker
- 1938: Edgar Atzler, deutscher Physiologe
- 1938: Con Conrad, US-amerikanischer Komponist und Musikproduzent
- 1939: Felicjan Szopski, polnischer Komponist, Musikpädagoge und -kritiker

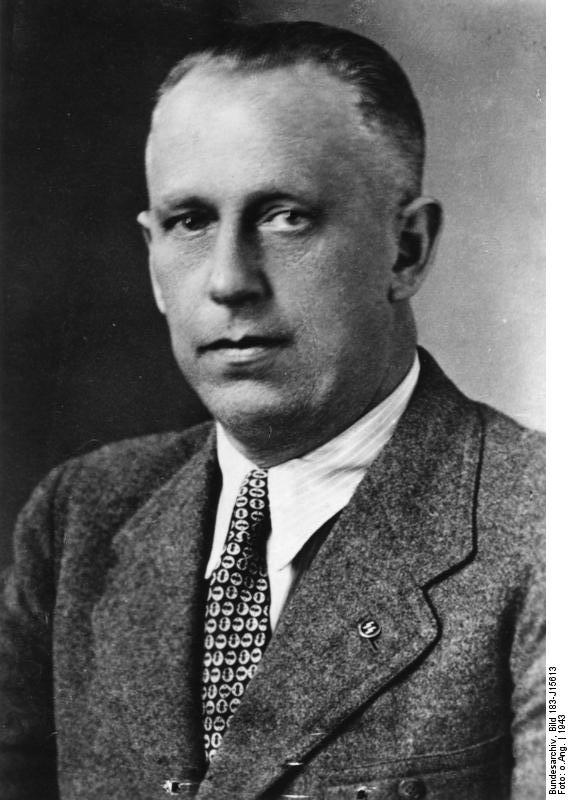
Julius Ritter († 1943)

- 1943: Julius Ritter, deutscher SS-Offizier, verantwortlich für Zwangsarbeit im besetzten Frankreich
- 1943ː Käthe Tucholla, deutsche Widerstandskämpferin gegen den und Opfer des Nationalsozialismus
- 1944: Josef Bürckel, deutscher Politiker (NSDAP), MdR, Gauleiter des Gaues Saarpfalz, Reichsstatthalter der Westmark
- 1947: Elsa von Gutmann, Fürstin von Liechtenstein
- 1948: Gregg Toland, US-amerikanischer Kameramann
- 1948: Emma Zimmer, deutsche Oberaufseherin im KZ Ravensbrück und KZ Auschwitz-Birkenau, Kriegsverbrecherin
- 1949: Nancy Dalberg, dänische Komponistin
- 1950: Joë Bousquet, französischer Schriftsteller

#### 1951–1975
- 1951: Carl Albert Andersen, norwegischer Leichtathlet und Turner
- 1953: Edwin Hubble, US-amerikanischer Astronom

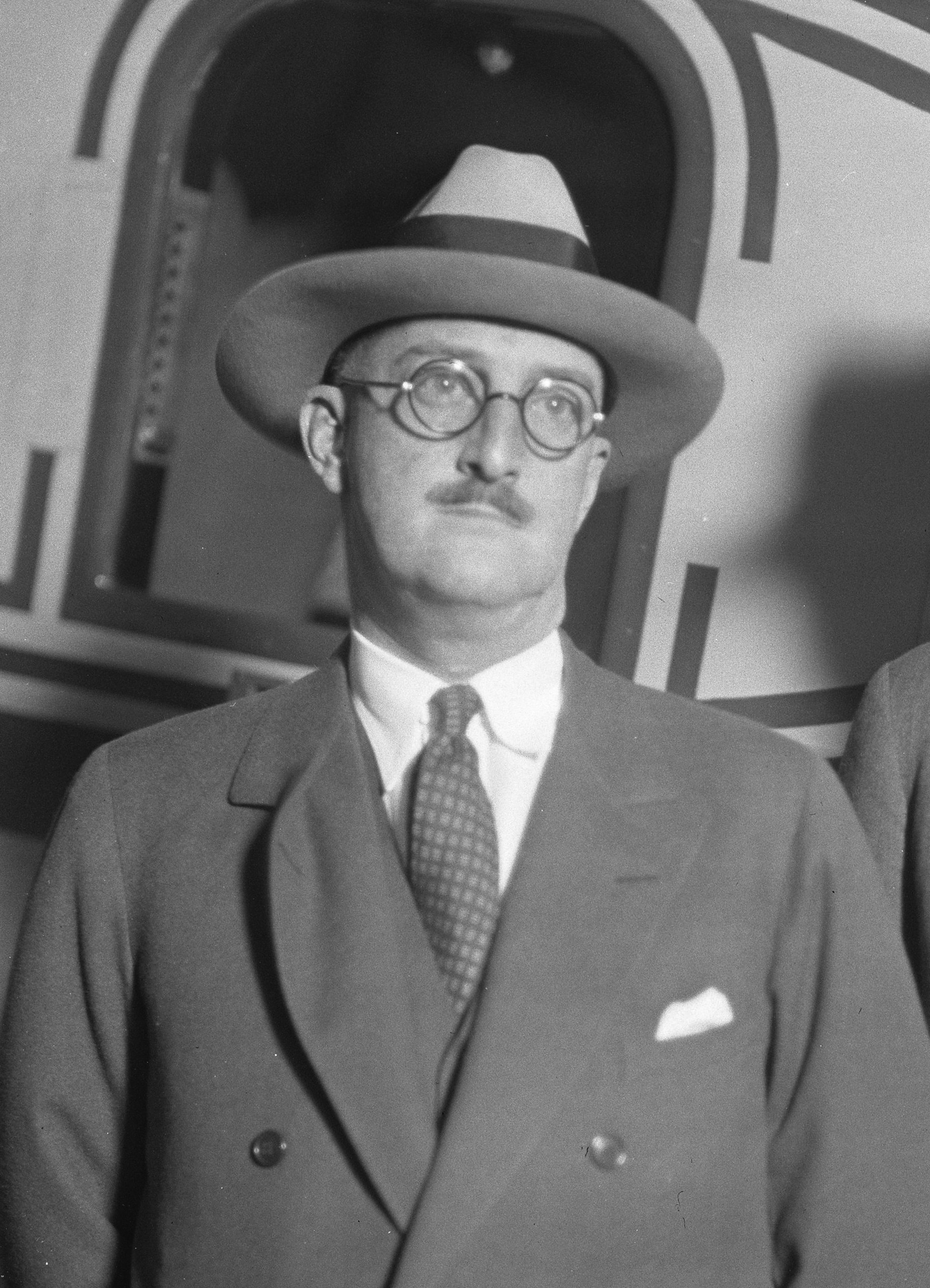
William Edward Boeing († 1956)

- 1956: William Edward Boeing, US-amerikanischer Flugzeugkonstrukteur
- 1958: Mezzi Andreossi, Schweizer Eishockeyspieler
- 1958ː Anna Celli-Fraentzel, deutsche Krankenschwester, Philanthropin und Frauenrechtlerin
- 1958: Aarre Merikanto, finnischer Komponist
- 1958: Jimmy Reece, US-amerikanischer Autorennfahrer
- 1959: Rudolf Caracciola, deutscher Autorennfahrer
- 1959: Frank Martin Church, US-amerikanischer Organist, Komponist und Musikpädagoge
- 1962: Robert Pferdmenges, deutscher Bankier und Politiker, MdL, MdB
- 1963: Wilhelm Engert, österreichischer Diplomat
- 1963: Arthur Lassally, deutscher Ingenieur und Industriefilmproduzent
- 1963: Laughing Charley Lincoln, US-amerikanischer Blues-Gitarrist und Sänger
- 1964: George Dyson, englischer Komponist
- 1964: Harpo Marx, US-amerikanischer Schauspieler und Comedian (Marx-Brothers)
- 1965: Robert Dannemann, deutscher Politiker, MdB

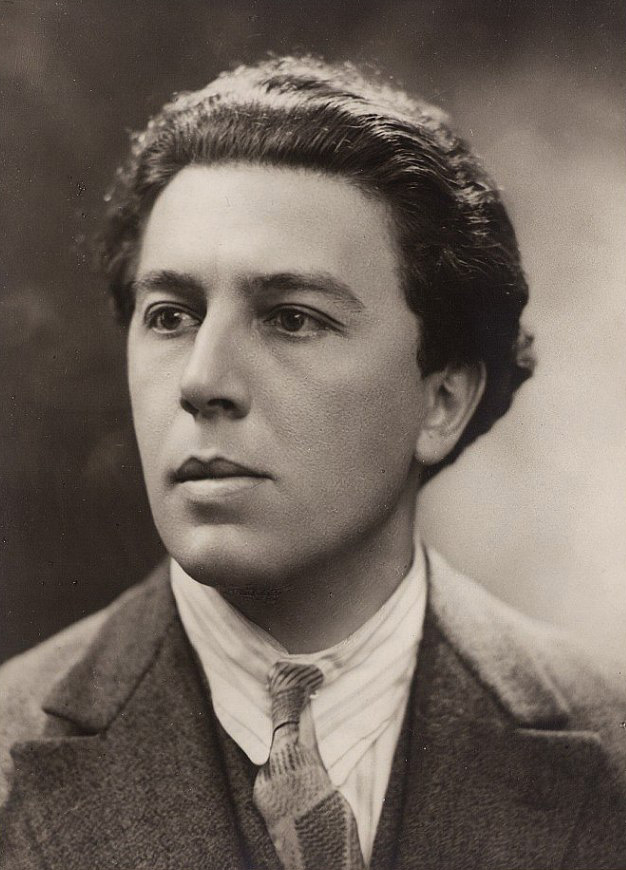
André Breton († 1966)

- 1966: André Breton, französischer Dichter und Schriftsteller
- 1967ː Erika Kickton, deutsche Musikwissenschaftlerin und Komponistin
- 1968: Norman Brookes, australischer Tennisspieler
- 1968: Margot Claussen, deutsche Malerin
- 1968: Otto Schubert, deutscher Architekt und Hochschullehrer
- 1970: Gamal Abdel Nasser, ägyptischer Offizier und Politiker, Staatspräsident
- 1970: John Dos Passos, US-amerikanischer Schriftsteller
- 1972: Paul Richter, deutscher Kunstmaler und Illustrator
- 1974: Marga Philip, deutsche Sozialpolitikerin und Frauenrechtlerin
- 1975: Agnes Windeck, deutsche Bühnen-, Film- und Fernsehschauspielerin

#### 1976–2000
- 1976: Raymond Collishaw, englischer Militärpilot und Befehlshaber
- 1978: Ben d’Armagnac, niederländischer Performancekünstler
- 1978: Johannes Paul I., Papst
- 1978: Willibald Spang, deutscher General
- 1979: Franz Gruss, österreichischer Maler und Zeichner
- 1979: Catherine Hessling, französische Schauspielerin
- 1979: Lothar Wolleh, deutscher Fotograf
- 1981: Karl Artelt, deutscher Politiker
- 1982: Sadegh Ghotbzadeh, iranischer Politiker, Außenminister
- 1983: Roy Sullivan, US-amerikanischer Forstbediensteter, Überlebender von sieben Blitzeinschlägen
- 1984: Hans Joachim Breustedt, deutscher Maler und Grafiker
- 1985: L. B. Abbott, US-amerikanischer Kameramann und Spezialeffektkünstler
- 1986: Ewa Szelburg-Zarembina, polnische Schriftstellerin
- 1987: Mario von Galli, österreichischer katholischer Priester, Jesuit, Redakteur und Publizist
- 1988: Eva Lissa, deutsche Schauspielerin
- 1989: José Arribas, französischer Trainer

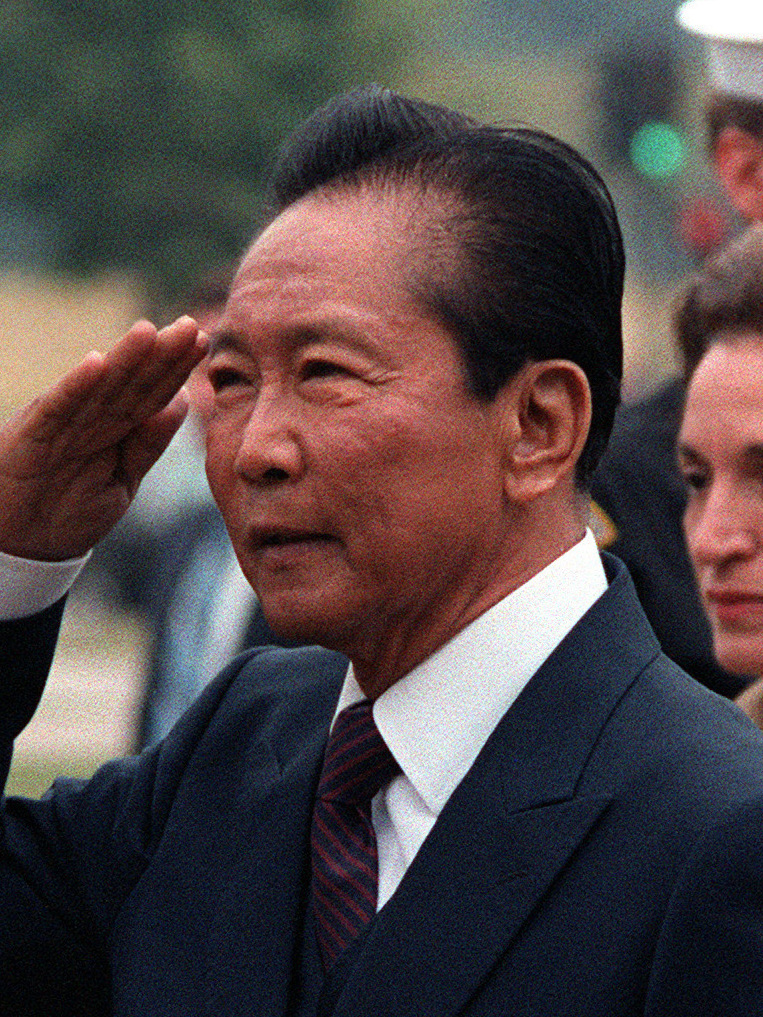
Ferdinand Marcos († 1989)

- 1989: Ferdinand Marcos, philippinischer Politiker, Staatspräsident
- 1989: Elise Riesel, österreichisch-sowjetische Sprachwissenschaftlerin
- 1990: Bob Gibson, US-amerikanischer Folkmusiker
- 1991: Eugène Bozza, französischer Komponist
- 1991: Miles Davis, US-amerikanischer Jazz-Trompeter, -Flügelhornist, Komponist und Bandleader
- 1992ː Mirjam Maasikas, estnische Glaskünstlerin und Designerin
- 1996: Mennato Boffa, italienischer Autorennfahrer
- 1997: Munir Baschir, irakischer Musiker
- 2000: Pierre Trudeau, kanadischer Politiker, Abgeordneter des Unterhauses, Premierminister

### 21. Jahrhundert
- 2002: Werner Gutmann, Schweizer Prokurist, Schriftsteller und Hörspiel-Autor in Berndeutsch
- 2003: Hanns Adrian, deutscher Architekt und Stadtplaner
- 2003: Olle Anderberg, schwedischer Ringer

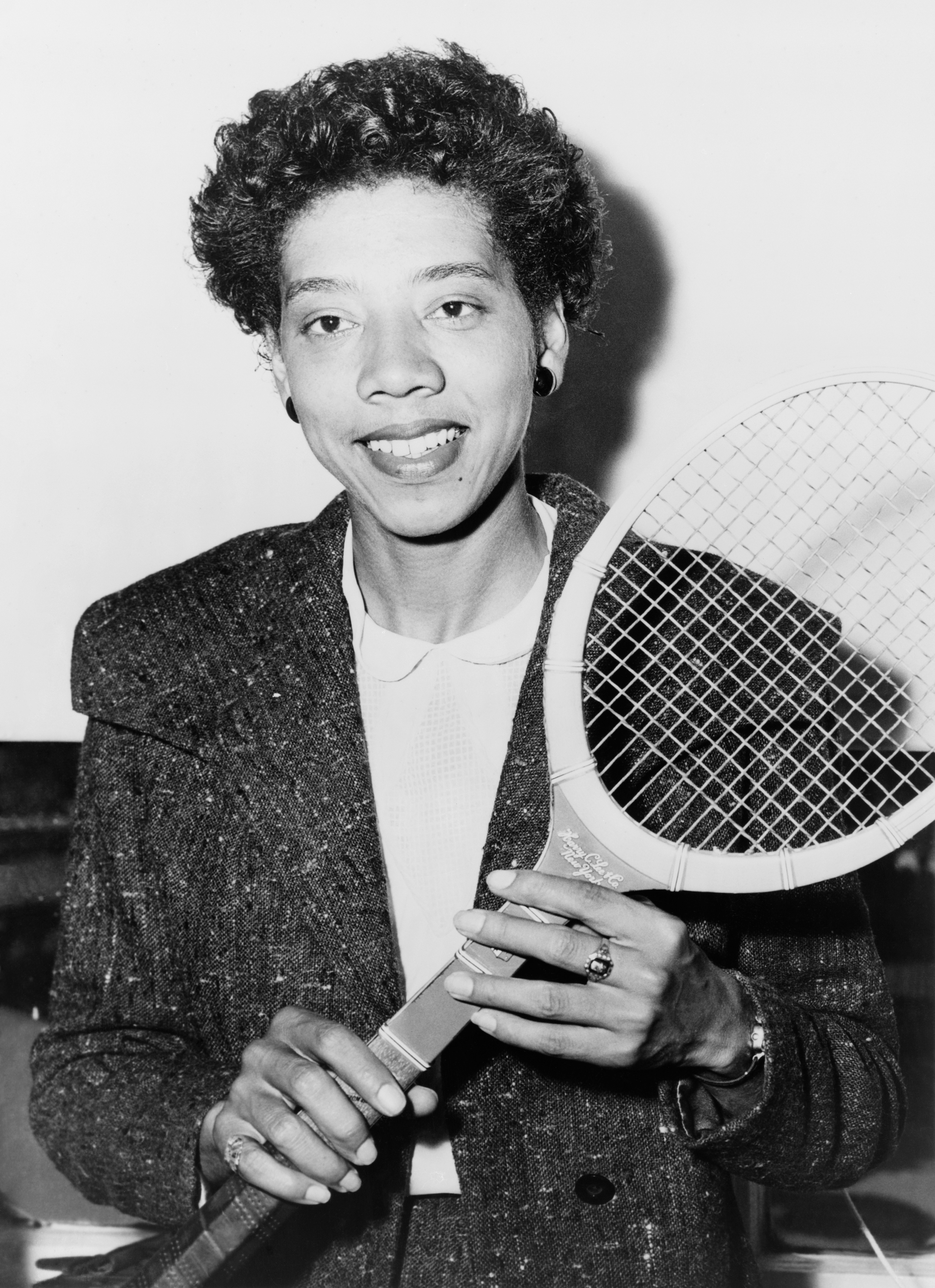
Althea Gibson († 2003)

- 2003: Althea Gibson, US-amerikanische Tennisspielerin
- 2003: Elia Kazan, US-amerikanischer Regisseur
- 2004ː Thea Altaras, jugoslawisch-deutsche Architektin, Autorin, Vorsitzende der jüdischen Gemeinde Gießen
- 2004: Mulk Raj Anand, indischer Schriftsteller
- 2004: Liviu Comes, rumänischer Komponist
- 2004: Christl Cranz, deutsche Skirennläuferin
- 2004ː Anna-Lülja Praun, österreichische Architektin und Designerin
- 2004: Wiktor Sergejewitsch Rosow, russischer Dramatiker
- 2005: Pol Bury, belgischer Maler und Bildhauer
- 2005: Leo Sternbach, US-amerikanischer Chemiker und Pharmazeut
- 2006: Viktor Kalabis, tschechischer Komponist
- 2007: Anton Schall, deutscher Orientalist
- 2008: Harry Pfeifer, deutscher Physiker
- 2009: Guillermo Endara Galimany, panamaischer Jurist und Politiker
- 2009: Horst Feilzer, deutscher Fußballspieler
- 2010: Kurt Albert, deutscher Kletterer, Bergsteiger, Fotograf und Lehrer
- 2010: Arthur Penn, US-amerikanischer Filmregisseur
- 2010: Jim Wagstaff, US-amerikanischer American-Football-Spieler und -Trainer
- 2011: Fernando Bernabé Agüero Rocha, nicaraguanischer Politiker
- 2011: Maple Batalia, indisch-kanadische Schauspielerin
- 2011: Jaroslav Juhan, guatemaltekischer Autorennfahrer
- 2012: Lateef Oladimeji Adegbite, nigerianischer Politiker
- 2012: Hermann Bogner, deutscher Agrarwissenschaftler
- 2013: Walter Schmidinger, österreichischer Schauspieler
- 2013: Sandro Mariátegui Chiappe, peruanischer Politiker
- 2014: Maria Lang, deutsche Filmemacherin, Autorin, Filmkuratorin, Feministin und queere Aktivistin
- 2014: Jakob Stämpfli, Schweizer Sänger und Hochschullehrer
- 2015: Frank Martinus Arion, curaçaoischer Schriftsteller
- 2015: Catherine E. Coulson, US-amerikanische Schauspielerin
- 2016: Gloria Naylor, US-amerikanische Schriftstellerin

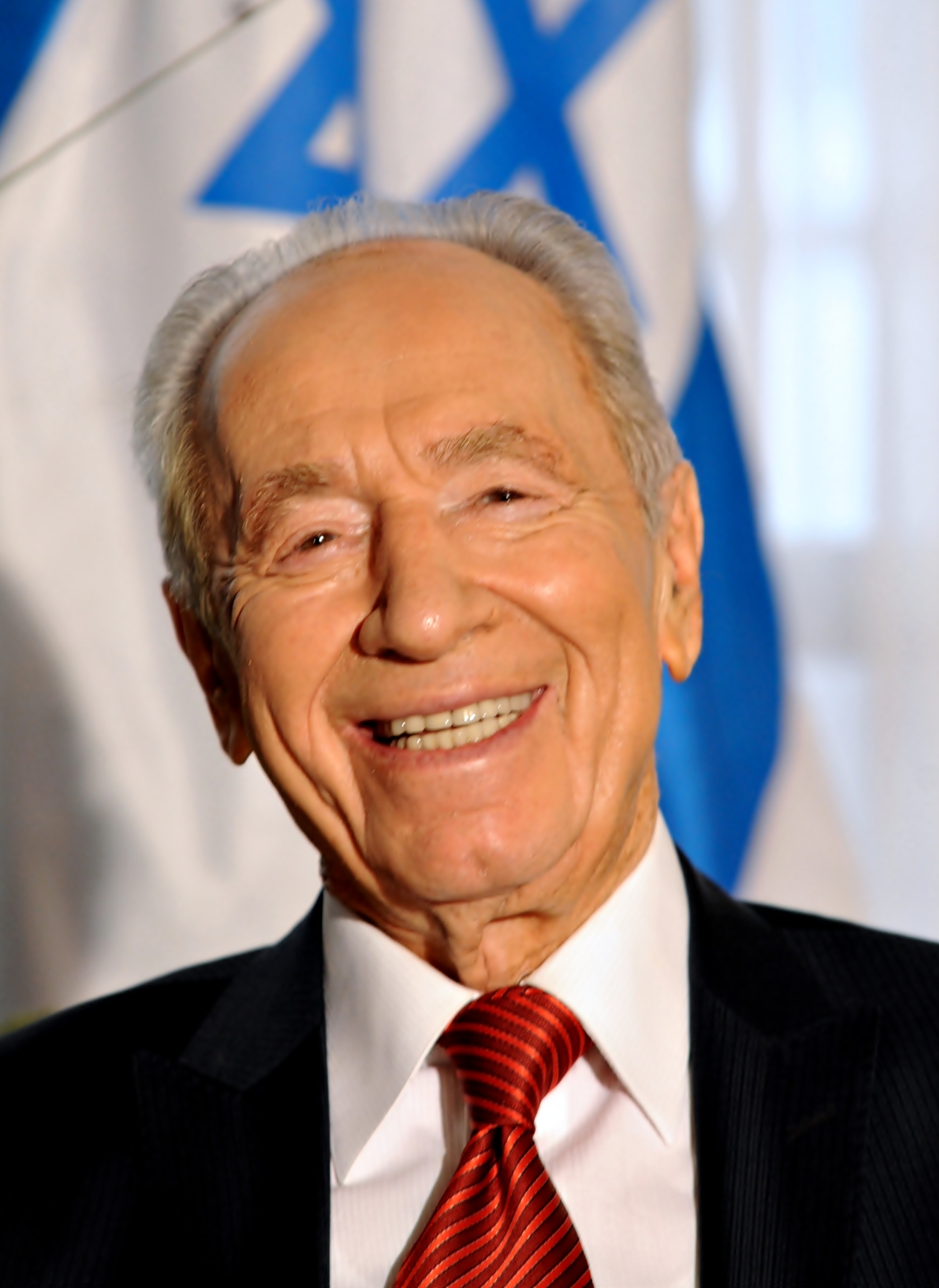
Schimon Peres († 2016)

- 2016: Schimon Peres, israelischer Staatspräsident
- 2017: Jürgen Roth, deutscher Publizist
- 2017: Andreas Schmidt, deutscher Schauspieler und Regisseur
- 2017: Erich Schneider-Wessling, deutscher Architekt
- 2017: Benjamin Whitrow, britischer Schauspieler
- 2018: Francisco Mauro Salzano, brasilianischer Humangenetiker
- 2018: Josefa Tomsik, österreichische Politikerin
- 2019: José José, mexikanischer Sänger
- 2019: Ismail Petra, malaysischer Sultan
- 2020: Douglas Brinham, kanadischer Basketballspieler
- 2020: Jacqueline Diffring, deutsch-britische Bildhauerin
- 2021: Mária Róka, ungarische Kanutin

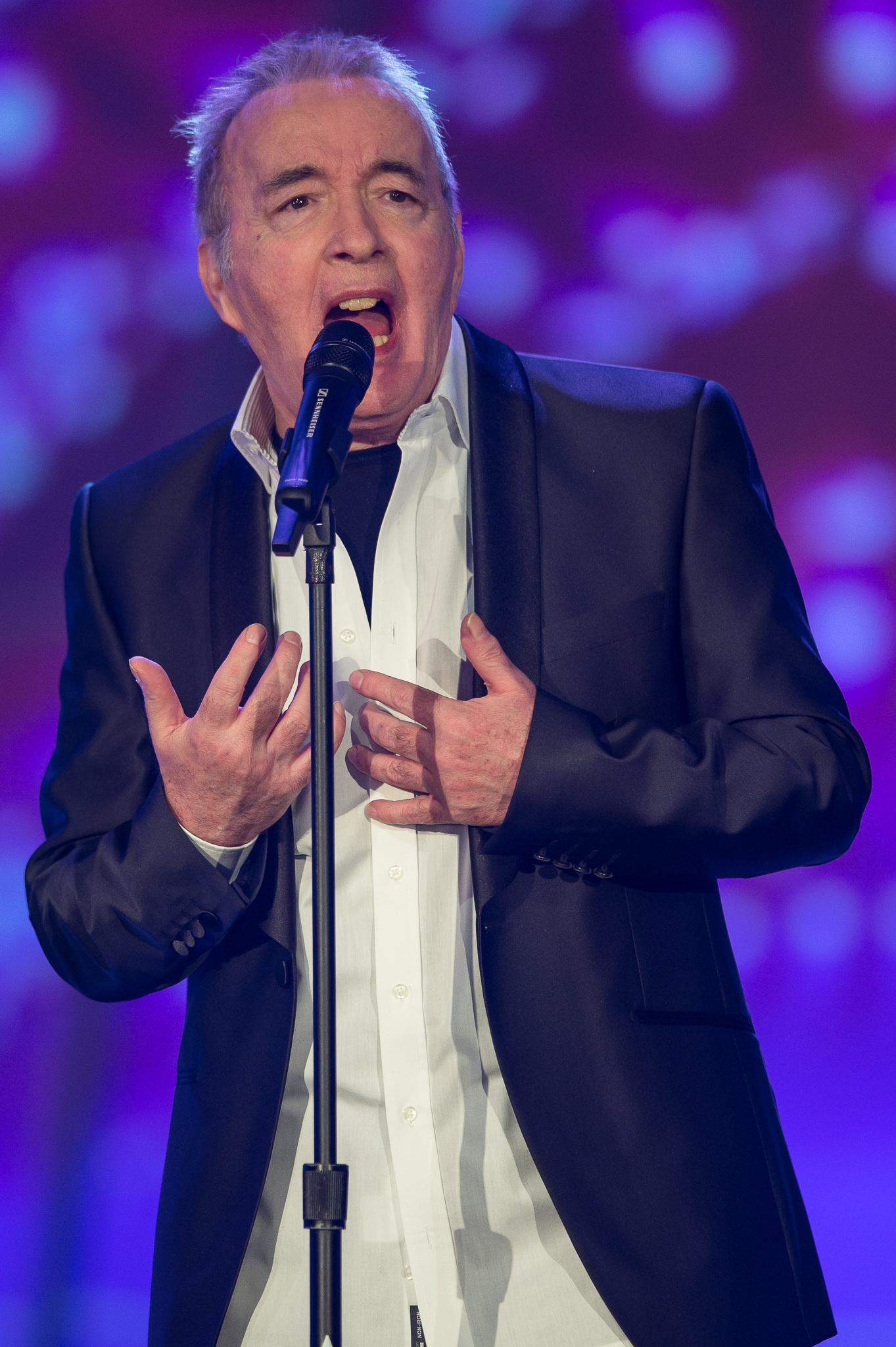
Barry Ryan († 2021)

- 2021: Barry Ryan, britischer Popsänger
- 2021: Stephen Thega, kenianischer Boxer
- 2022: Coolio, amerikanischer Rapper
- 2022: Julio Osorio, panamaischer Basketballspieler
- 2022: Amar Singh Mangat, kenianischer Hockeyspieler
- 2023: Mervyn Brown, britischer Diplomat
- 2023: Ganira Pashayeva, aserbaidschanische Politikerin
- 2024: Kris Kristofferson, US-amerikanischer Country-Sänger, Songwriter und Schauspieler
- 2024: Nabil Qaouk, libanesischer Geistlicher und Hisbollah-Führer

## Feier- und Gedenktage
- Kirchliche Gedenktage
  - Hl. Lioba von Tauberbischofsheim, englische Äbtissin und Missionarin (evangelisch, römisch-katholisch)
  - Adolf Clarenbach, deutscher Lehrer und Märtyrer (evangelisch)
  - Hl. Wenzel von Böhmen, böhmischer Herzog und Schutzpatron (römisch-katholisch)
- Namenstage
  - Julia, Lioba, Thekla
- Staatliche Feier- und Gedenktage
  - Namibia: Day of the Namibian Child
  - Tschechien: Tag der tschechischen Staatlichkeit (seit 2000)
  - Internationaler Tag der Informationsfreiheit der Vereinten Nationen

Weitere Einträge enthält die Liste von Gedenk- und Aktionstagen.